# Diritto medievale

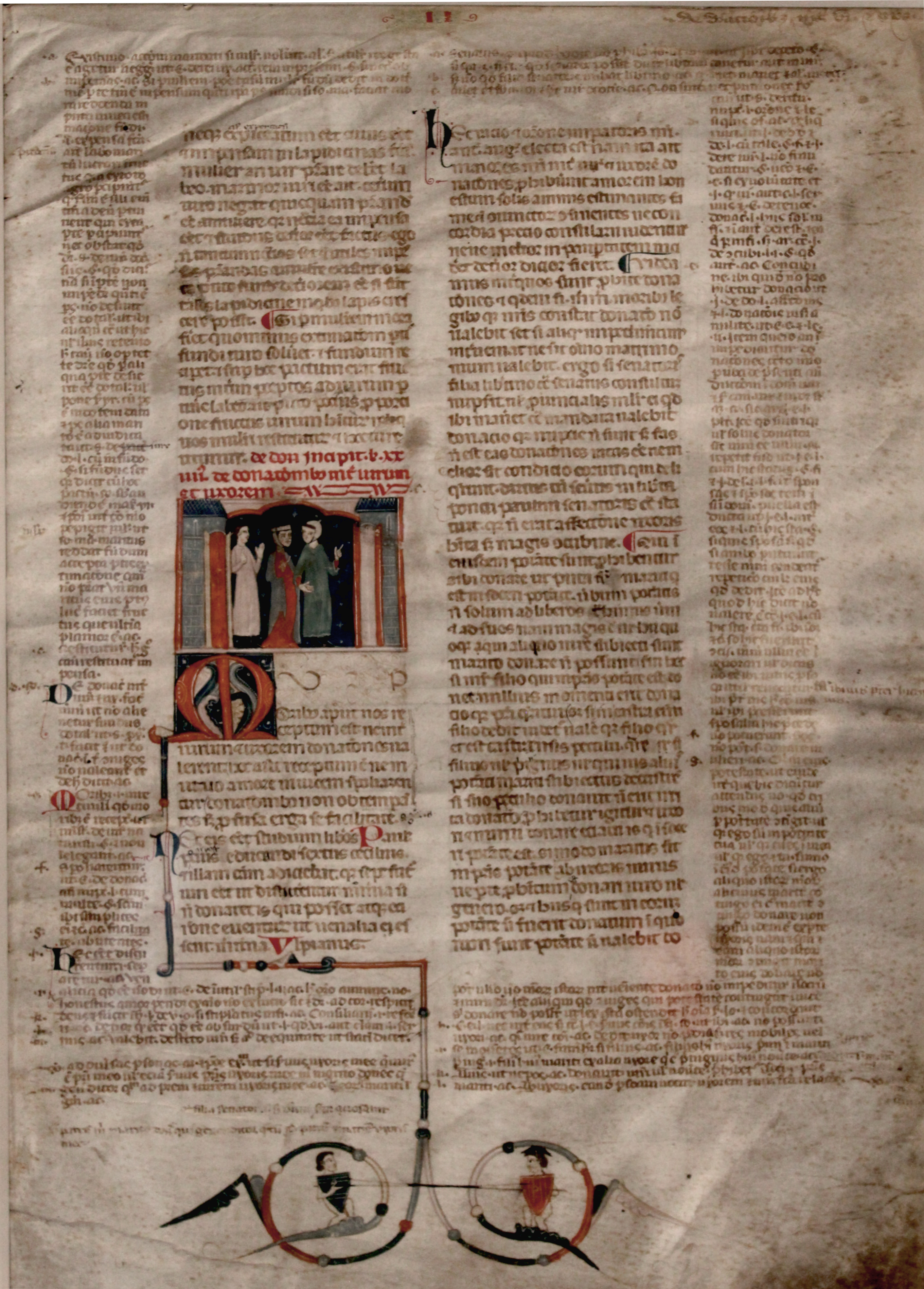
Incipit del XXIV libro del Digesto del Corpus iuris civilis di Giustiniano I dedicato ai doni tra coniugi con le relative glosse. Manoscritto miniato di autore anonimo, probabilmente di area Lombarda, operante alla fine del XIII e conservato nella Casa Museo di Palazzo Maffei a Verona.

Il diritto medievale fu il diritto vigente in Europa a partire dalle ultime fasi del diritto romano, coincidenti con la disgregazione dell'impero romano d'Occidente del V secolo, all'inizio dell'età moderna, intorno al XV-XVI secolo, periodo che la storiografia tradizionale indica come Medioevo. Gli storici del diritto hanno evidenziato come tale esperienza giuridica si contraddistinse per alcuni peculiari caratteri tanto che è stata definita come «una nuova mentalità giuridica incarnatasi in un complesso armonico di comportamenti, regole, riflessioni, con un suo volto di intensa tipicità».
Con l'assestamento dei regni romano-germanici si andò verso un ordinamento caratterizzato dalla personalità del diritto: alle popolazioni latine assoggettate venne concesso di mantenere l'antico diritto romano, mentre i rapporti interni alla comunità dei dominatori barbari erano regolati con il proprio diritto. Sebbene il diritto germanico fosse perlopiù di tipo consuetudinario e trasmesso oralmente, non mancarono alcuni regnanti che vollero raccogliere la tradizione giuridica del proprio popolo per iscritto; tuttavia tali raccolte non avevano, né volevano avere, un carattere universale, occupandosi prevalentemente di diritto penale e famigliare, lasciando ampio spazio alle antiche consuetudini per gli argomenti non trattati. La mancanza di un potere centrale intenzionato a disporre del monopolio sulla produzione giuridica fu uno degli aspetti che più influenzarono tutta la storia del diritto del Medioevo. Tra le più importanti raccolte di diritto dell'Alto Medioevo si possono citare la Lex Burgundionum fatta redigere da Gundobado agli inizi del VI secolo, l'Edictum del monarca dei Goti Teodorico il Grande, l'Editto di Rotari promulgato dal re longobardo Rotari nel 643 e i vari capitolari emanati dai sovrani franchi. Menzione a parte meritano le regole monastiche, una delle forme più caratteristiche della produzione giuridica alto-medievale.
Dopo l'anno mille l'Europa sperimentò un periodo di rinascita culturale ed economica. Per rispondere alle nuove esigenze di una società sempre più complessa, si assistette a una riscoperta del diritto romano, antico ma tecnicamente sofisticato. I testi raccolti nel Corpus iuris civilis di Giustiniano furono ricostruiti e studiati dalla scuola dei glossatori, iniziata da Irnerio a Bologna intorno agli inizi del XII secolo. Da qui iniziò ad affermarsi sempre di più un ceto di dotti giuristi formatisi in scuole di diritto, che daranno origine alle università medievali e alla elaborazione di un nuovo sistema giuridico, il diritto comune, destinato a diffondersi in tutta Europa. Tra le figure più significative del nuovo sistema figurava il notaio, dalle cui attività emersero importanti istituti giuridici, talvolta ripresi dal diritto romano ma altre volte frutto di elaborazioni autonome, per regolare i molteplici aspetti della vita pratica: commerci, navigazione, organizzazione dei liberi comuni, ecc. Notevole fu lo sviluppo del diritto canonico realizzato attraverso le raccolte di fonti e la produzione di glosse, tra cui il celebre Decretum Gratiani della metà del XII secolo. Il sistema di "diritto comune", in latino ius commune, si trovò a convivere, e talvolta a scontrarsi, con il diritto prodotto dalle autorità, lo ius proprium, tuttavia «lasciando al giurista il compito di elaborare un impianto di fondo che desse una coerenza unitaria a tale molteplicità». Solo con l'età moderna e l'affermazione degli stati nazionali l'autorità centrale acquisterà il pieno controllo della produzione e amministrazione del diritto, ponendo fine all'esperienza del diritto medievale e dando inizio a quello moderno.

## Premessa: periodizzazione e caratterizzazione
L'inizio del diritto medievale si può far coincidere con la progressiva decadenza, cominciata verso la fine del IV secolo, dell'Impero romano d'Occidente e dei suoi raffinati e complessi istituti giuridici culminata, secondo la storiografia tradizionale, con la deposizione dell'ultimo imperatore occidentale Romolo Augusto ad opera del barbaro Odoacre nel 476. I successivi circa 1 000 anni che usualmente si indicano come Medioevo videro in Europa il susseguirsi di diverse forme di governo, dai regni romano-barbarici, all'Impero carolingio, al feudalesimo, ai comuni medievali, ai principati e signorie senza dimenticare la complessa costituzione del Sacro Romano Impero; tutti questi ordinamenti furono accomunati, tuttavia, da una mancanza di sovranità, tipica della precedente esperienza romana e dei successivi Stati moderni, che si rifletté in un relativo disinteresse nella produzione di diritto. Fu così che progressivamente andarono a crearsi diversi diritti, inizialmente frutto di consolidazioni consuetudinarie e poi di elaborazione di giuristi dotti.
Tradizionalmente il Medioevo viene distinto tra Alto Medioevo e Basso Medioevo, la cui demarcazione temporale non è univocamente ben definita: se per l'Italia solitamente si assume l'XI secolo come spartiacque, per le regioni dell'Europa settentrionale tale periodo si sposta avanti di un paio di secoli. Nonostante tali incertezze, in questa voce si è scelto di rispettare la tradizione storiografica italiana tenendo comunque ben presente che è soprattutto una divisione "di comodo" e che non corrisponde ad un mutamento sostanziale dell'esperienza giuridica medievale che, secondo molti storici, come Paolo Grossi, rimane unica nei suoi caratteri più peculiari fino alla fine del Medioevo. Tuttavia, lo stesso Grossi parla di «officina della prassi» per quanto riguarda il periodo alto-medievale, in relazione al frequente ricorso alla consuetudine da parte dei giuristi del tempo, e al «laboratorio sapienziale» per quello basso-medievale caratterizzato da città e commerci dove una nuova classe di giuristi elaborarono nuove soluzioni sulla base di materiale già esistente.
A seconda dei diversi autori il Medioevo finisce a cavallo tra la fine del XV e l'inizio del XVI secolo: in tale periodo si può far coincidere anche il declino del diritto medievale, soffocato dall'affermazione degli Stati nazionali, sempre più inclini ad assumere su di sé la produzione giuridica, e da una riforma religiosa che cambiò definitivamente l'Europa a seguito di una profonda riflessione antropologica maturata in oltre due secoli all'interno della società cristiana occidentale del tempo.

## Diritto romano cristiano tra IV e V secolo: le prime codificazioni

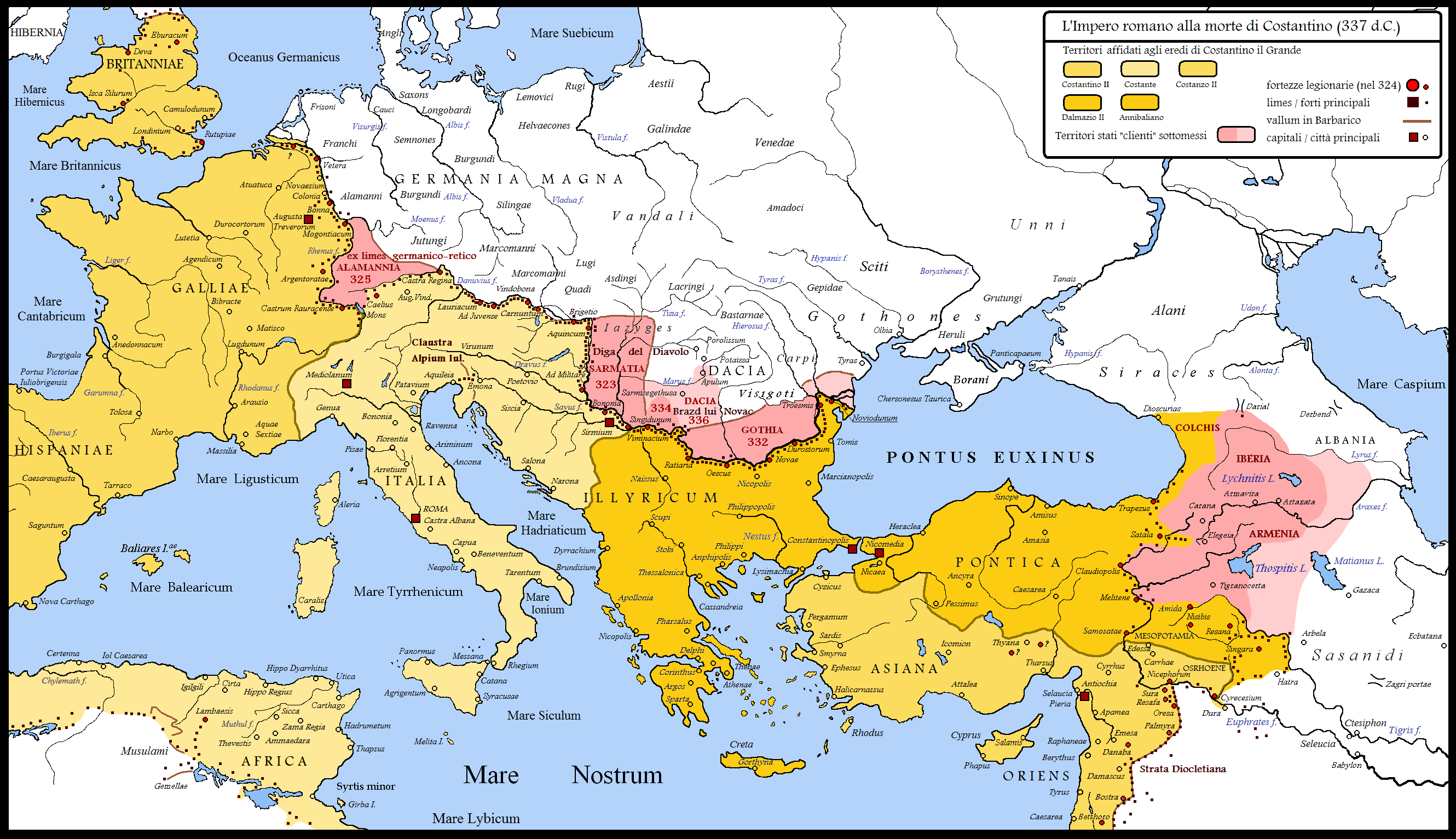
Le frontiere romane settentrionali e orientali al tempo di Costantino, con i territori acquisiti nel corso del trentennio di campagne militari (dal 306 al 337)

A partire dalla metà del III secolo, l'Impero romano si trovava in una situazione politica ed economica in deterioramento a causa del susseguirsi di guerre civili e delle continue invasioni dei popoli confinanti. In tale scenario, le tradizionali istituzioni della costituzione repubblicana furono definitivamente abbandonate dalla monarchia assoluta del dominato. Contemporaneamente andò in crisi anche l'antico sistema di diritto romano classico con il progressivo abbandono delle molteplici fonti legislative che lo caratterizzava, come le aveva elencate Gaio nelle sue Istituzioni, e della scomparsa di quel ceto di giuristi che considerava il diritto come scienza, a favore di una sola fonte predominante costituita da decisioni del potere centrale nella forma di editti e rescritti.
Ben presto, la moltitudine di tali editti e la vastità e complessità che l'impero aveva raggiunto avevano creato diversi problemi d'incertezza legislativa al suo interno e pertanto tra i giuristi dell'epoca iniziò a maturare la necessità di possedere un'unica raccolta razionale delle leggi. Così si arrivò alla compilazione di "codici", che tuttavia non vanno accostati alla codificazione illuministica nata nel XVIII secolo, giacché non si trattava di leggi scritte dal nuovo in un unico testo normativo, ma più che altro di raccolte di leggi vetuste, riadattate con interpolazioni, armonizzazioni e con l'aggiunta di poche novità.

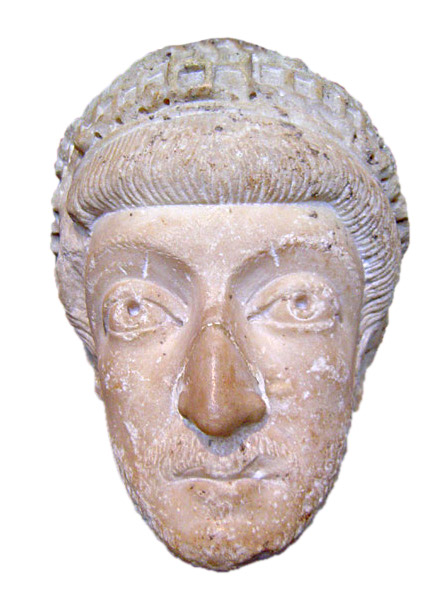
Testa di marmo del V secolo rappresentante l'imperatore romano d'Oriente Teodosio II. Egli promulgò il codice teodosiano, la prima raccolta ufficiale di leggi dell'Impero.

Un primo esempio in tal senso risultò il Codice Gregoriano, una raccolta di costituzioni imperiali, realizzata da privati intorno al 292-293, che comprendeva tutti i rescritti rilasciati dal regno di Adriano (117-138) a circa metà di quello di Diocleziano (284-305). A questo seguì, pochi anni dopo, il Codice Ermogeniano composto soprattutto da rescritti organizzati secondo del rubriche del Gregoriano. Oltre un secolo più tardi, nel 438, l'imperatore Teodosio II promulgò, dopo quasi un decennio di lavori, il Codice teodosiano, la prima raccolta ufficiale di leggi dell'Impero. Nell'imponente opera, composta di ben 16 libri, trovarono collocazione anche i tractati dei giuristi del periodo classico e i responsa prudentium. Inizialmente era previsto che dovesse contenere anche norme non più in vigore con un intento didattico, ma ciò non venne attuato. Il Codice teodosiano rappresentò un evento epocale, dato che fu il primo voluto da un imperatore e come tale reso vigente in virtù di una novella. La sua portata risultò tale che esercitò influenze sul diritto occidentale fino a dopo il mille. Tuttavia, nonostante fossero a quel tempo le principali fonti di cognizione di diritto romano, le tre sopracitate codificazioni «con le loro finalità anguste e le loro strutture elementari e sommariamente imperfette [...] furono lo specchio fedele di un mondo decadente».
Parallelamente alla codificazione del diritto romano iniziò anche una raccolta sistematica delle regole riguardanti la chiesa cristiana, evento che portò alla formazione del sistema di diritto canonico. Già nel 313, gli imperatori Costantino I e Licinio, avevano sottoscritto un accordo in cui si riconosceva libertà di culto all'interno dell'Impero e si restituivano ai cristiani i luoghi, beni e possedimenti in precedenza acquistati, requisiti o tolti durante il lungo periodo delle persecuzioni. Tali disposizioni sono considerate il punto di partenza da cui si svilupperà l'inalienabilità dei beni ecclesiastici, che nei secoli a venire renderà "intoccabili" i possedimenti della chiesa. Divenuto Costantino I nel 324 unico imperatore, impresse ancor più la sua filo-cristianità sul diritto: ad esempio furono facilitate le manomissioni degli schiavi, posti limiti al divorzio, equiparati figli maschi e femmine in tema di successione mortis causa.
Nel 380, grazie all'editto di Tessalonica, il cristianesimo diventò l'unica e obbligatoria religione dello Stato, comportando non poche conseguenze di ordine giuridico. Già nel V secolo era iniziato un dibattito su chi, tra papa e imperatore, costituisse la massima guida della popolazione cristiana, con papa Gelasio I che teorizzò, in una lettera indirizzata all'imperatore Anastasio I Dicoro, di come il mondo fosse governato da due supreme autorità, senza però rivendicare la superiorità papale al potere politico, cosa che avverrà solo durante l'XI secolo. Sotto la spinta di questi dibattiti, il pontificato di Gelasio si contraddistinse per una felice prolificazione di compilazioni di diritto canonico, come la Collectio Quesnelliana o la Collectio Dionysiana scritta dal monaco Dionisio. In quest'ultima, che verrà utilizzata per secoli, vennero inseriti sia i canoni promulgati dai vari concili sia i decretali emanati dai pontefici. Nonostante questi tentativi di codificazione, la chiesa cristiana appariva tutt'altro che unita e nelle varie regioni erano nati dei codici autonomi. Il più importante di questi fu senza dubbio la Collecto Hispana, la quale traeva fondamento dalla Dionysiana a cui erano state aggiunte alcune deliberazioni di concili locali.

## Diritto nell'Alto Medioevo

### Diritto nei regni romano-barbarici

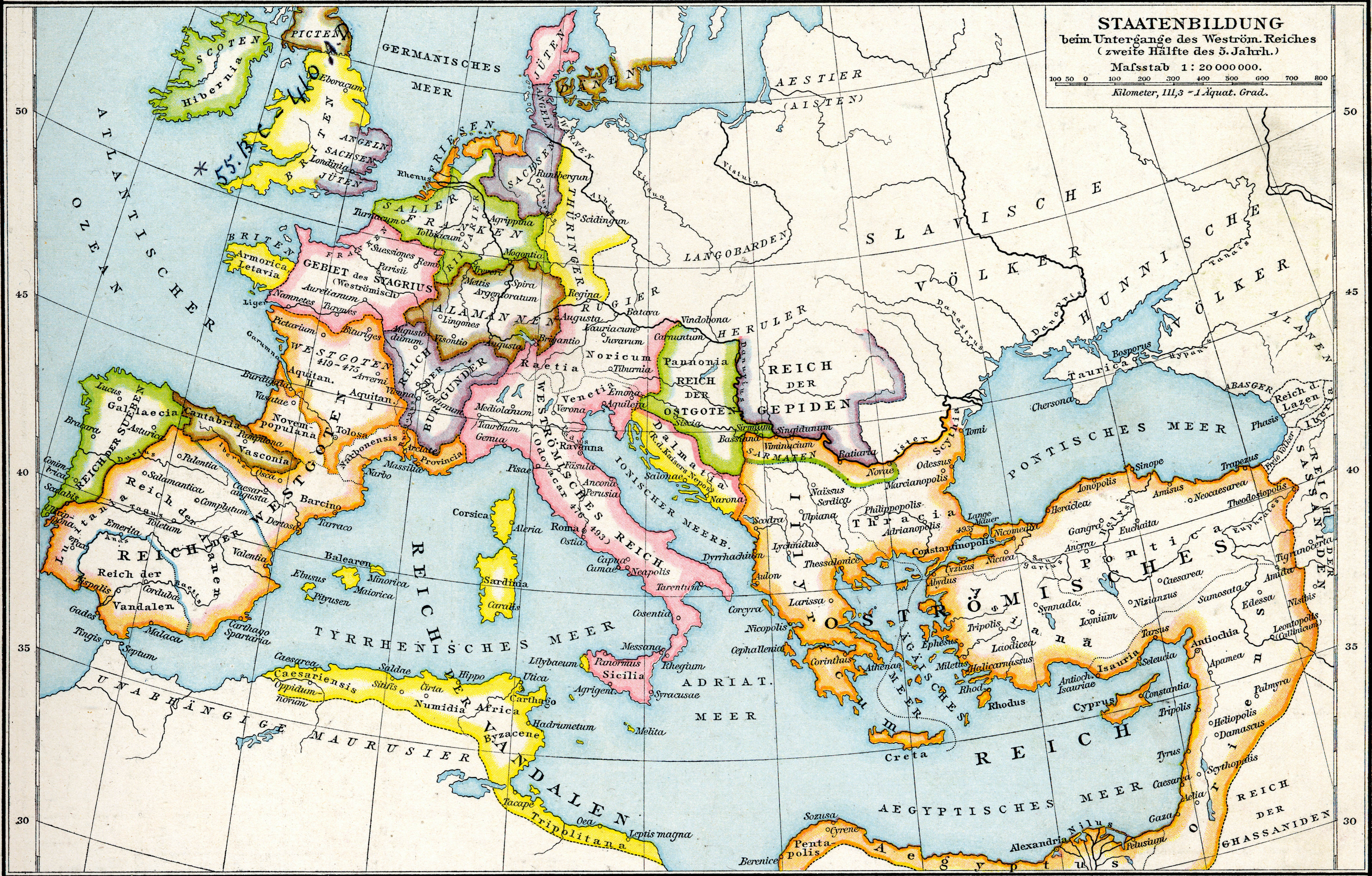
I regni romano-germanici nel 476

Tradizionalmente si fa coincidere la deposizione dell'imperatore Romolo Augusto, avvenuta nel 476, con la caduta dell'Impero romano d'Occidente e l'instaurarsi nelle sue province dei regni romano-barbarici. Questi erano di fatto regni autonomi, malgrado formalmente rimasero spesso dipendenti dall'Impero romano d'Oriente; i loro capi barbari erano al contempo reggenti e sovrani dei rispettivi popoli per il monarca di Costantinopoli. In origine, i popoli germanici possedevano una forma di diritto che si basava soprattutto sulle consuetudini e che per lungo tempo era stato trasmesso solamente per via orale. Ogni popolo aveva il suo diritto come parte integrante della propria identità; inoltre, non si conoscevano formali autorità o istituzioni che lo imponessero al popolo e il suo rispetto derivava soprattutto dalla tradizione.
Quando le popolazioni germaniche migrarono nell'Impero, almeno inizialmente, rifiutarono di recepire il diritto romano, benché non volessero nemmeno imporre la loro legge. In tal modo, andò a formarsi un sistema basato sulla personalità del diritto: alla popolazione romana a loro assoggettata venne permesso di mantenere le proprie leggi, nell'ambito dei rapporti privati, mentre gli appartenenti alla stirpe dei conquistatori seguivano un proprio diritto. Nella pratica, sullo stesso territorio coesistevano diversi diritti applicati ai rispettivi popoli. Consci che la popolazione di tradizione latina non avrebbe mai accettato le loro antiche consuetudini, i Germani cominciarono a produrre raccolte di leggi romane utili al fine di risolvere i casi pratici. Iniziò così, nel tempo, un processo di assimilazione del diritto che tuttavia ebbe risultati diversi tra un popolo e l'altro.

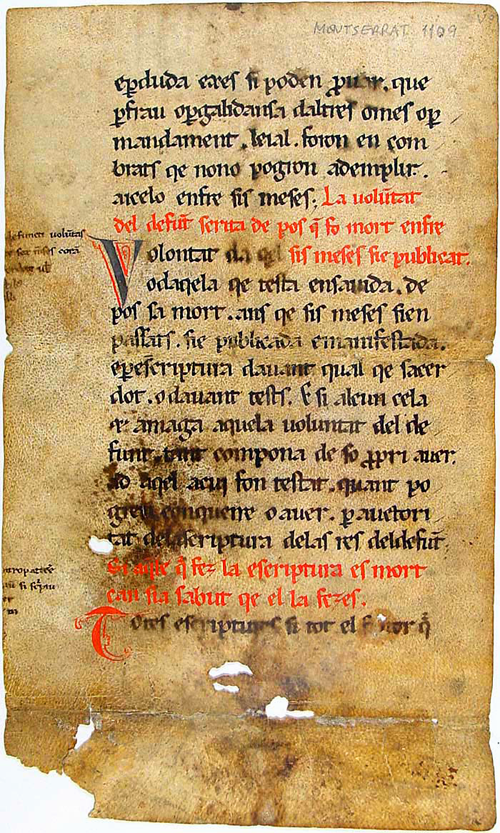
Frammento del Codice visigoto promulgato dal re Chindasvindo, copia del XI secolo in lingua catalana medievale

I Visigoti, originari della Scizia e della Dacia, si stanziarono dapprima nella regione della Gallia e successivamente nell'attuale Spagna meridionale. Nel 506, per volere del re Alarico II, venne emanata la Lex Romana Visigothorum, una raccolta di leggi dedicate alla popolazione latina assoggettata, che andava ad affiancare il Codice di Eurico, destinato invece a regolare i rapporti tra appartenenti al popolo visigoto, in accordo con il principio di personalità del diritto. Il rispetto dei Visigoti per il diritto romano resta comunque ben testimoniato dal fatto che la Lex Romana Visigothorum era sostanzialmente un compendio del Codice teodosiano. Il sistema dei due ordinamenti distinti rimase in vigore fino al regno di Chindasvindo che fece elaborare un codice valido per tutti i suoi sudditi (principio della territorialità del diritto) e che venne promulgato tra il 642 e il 643; il codice visigoto rimarrà in vigore fino alla conquista islamica della penisola iberica avvenuta nei primi anni dell'VIII secolo.
Già nei primi anni del V secolo i Burgundi erano scesi nell'attuale Borgogna fondando l'omonimo regno. Come per i Visigoti, anche in questo caso convissero due diritti differenti: la Lex Romana Burgundionum, consistente in principi di diritto romano rielaborati e semplificati, si applicava ai soli cittadini romani presenti nel regno; la Lex Burgundionum, un codice unitario composto da 46 libri, era destinata ai Burgundi con l'intenzione di facilitarli all'adozione delle norme scritte in quanto ancora abituati a seguire le antiche consuetudini. Al re Gundobado si dovette l'emanazione dei due codici nei primi anni del VI secolo.

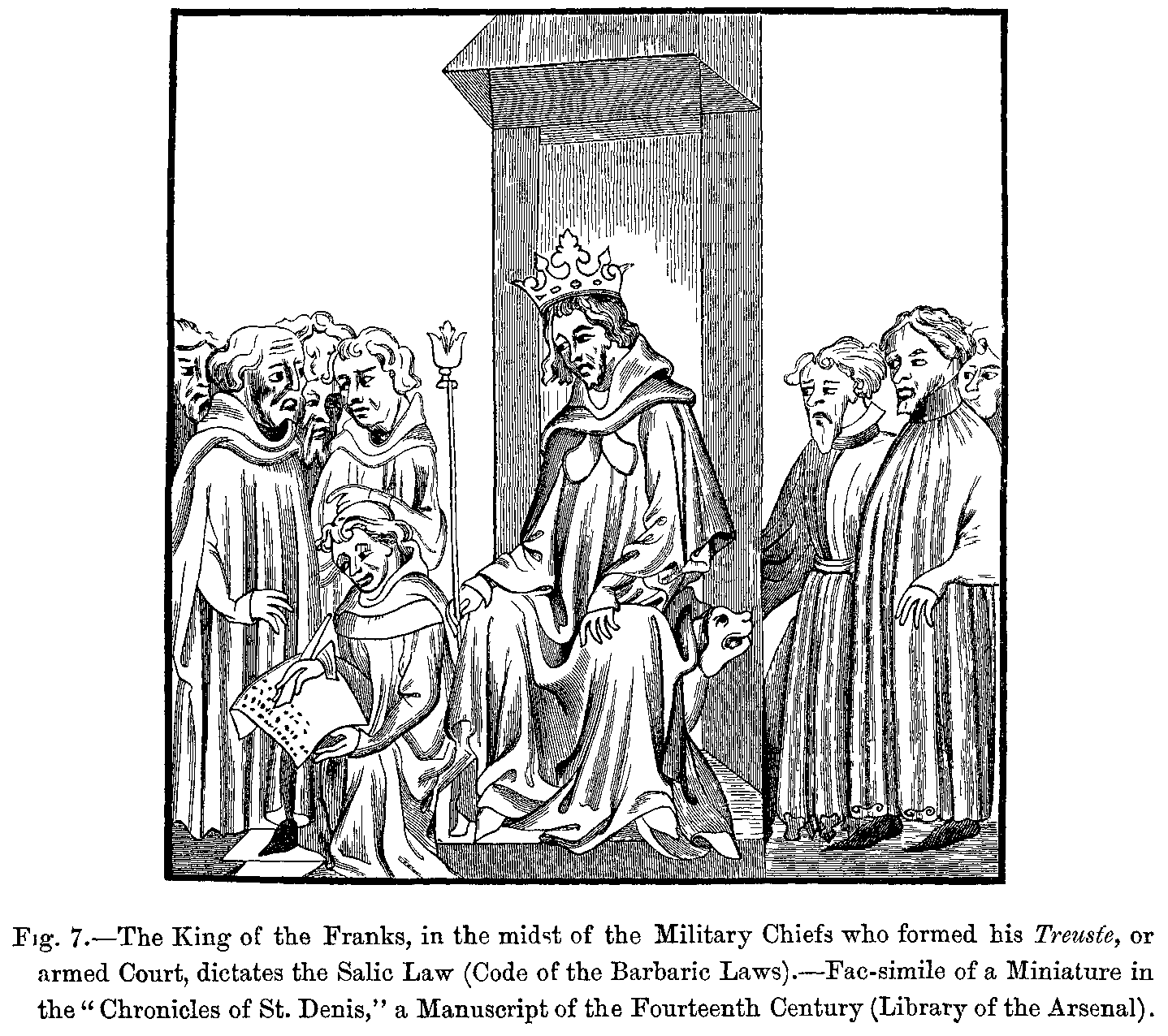
Clodoveo I detta la legge salica circondato dalla sua corte di consiglieri militari

Tra i Franchi il diritto appariva ancora più frammentato, in quanto a loro volta erano divisi in diverse etnie regolate da diverse leggi tramandate oralmente come consuetudini. Il loro re Clodoveo I si convertì, primo fra tutti i capi germanici, al cristianesimo nel 496, favorendo così l'integrazione tra Franchi e popolazione romana. Grazie a lui venne emanata anche la legge salica, che introdusse pene pecuniarie per determinati reati di sangue al fine di evitare pericolose faide tra le famiglie. Nella nuova legislazione trovò posto anche l'antico istituto del trustis, successivamente evolutosi nel vassallaggio. Clodoveo trasse ispirazione dal modello romano per quanto concerne l'organizzazione amministrativa del suo regno che fu diviso tra duchi e conti.
Nel 493, Teodorico il Grande, a capo degli Ostrogoti, sconfisse Odoacre portando a termine la conquista della penisola italica. Il suo governo fu incentrato su un profondo dualismo tra il popolo ostrogoto e quello latino-romano: il comando militare passò totalmente in mano ai nuovi conquistatori, che rimasero di religione ariana e anche gli assetti sociali restarono ben distinti. In tema di diritto non vi fu una sostanziale integrazione, con gli Ostrogoti che continuarono a osservare le proprie tradizioni giuridiche; tuttavia, l'Edictum Theodorici Regis promulgato da Teodorico verso la fine del suo regno trae certamente ispirazione dai principali istituti giuridici romani e, tra i suoi obiettivi, si poneva anche quello di creare strumenti idonei a dirimere le controversie tra Ostrogoti e latini.

### L'opera legislativa di Giustiniano

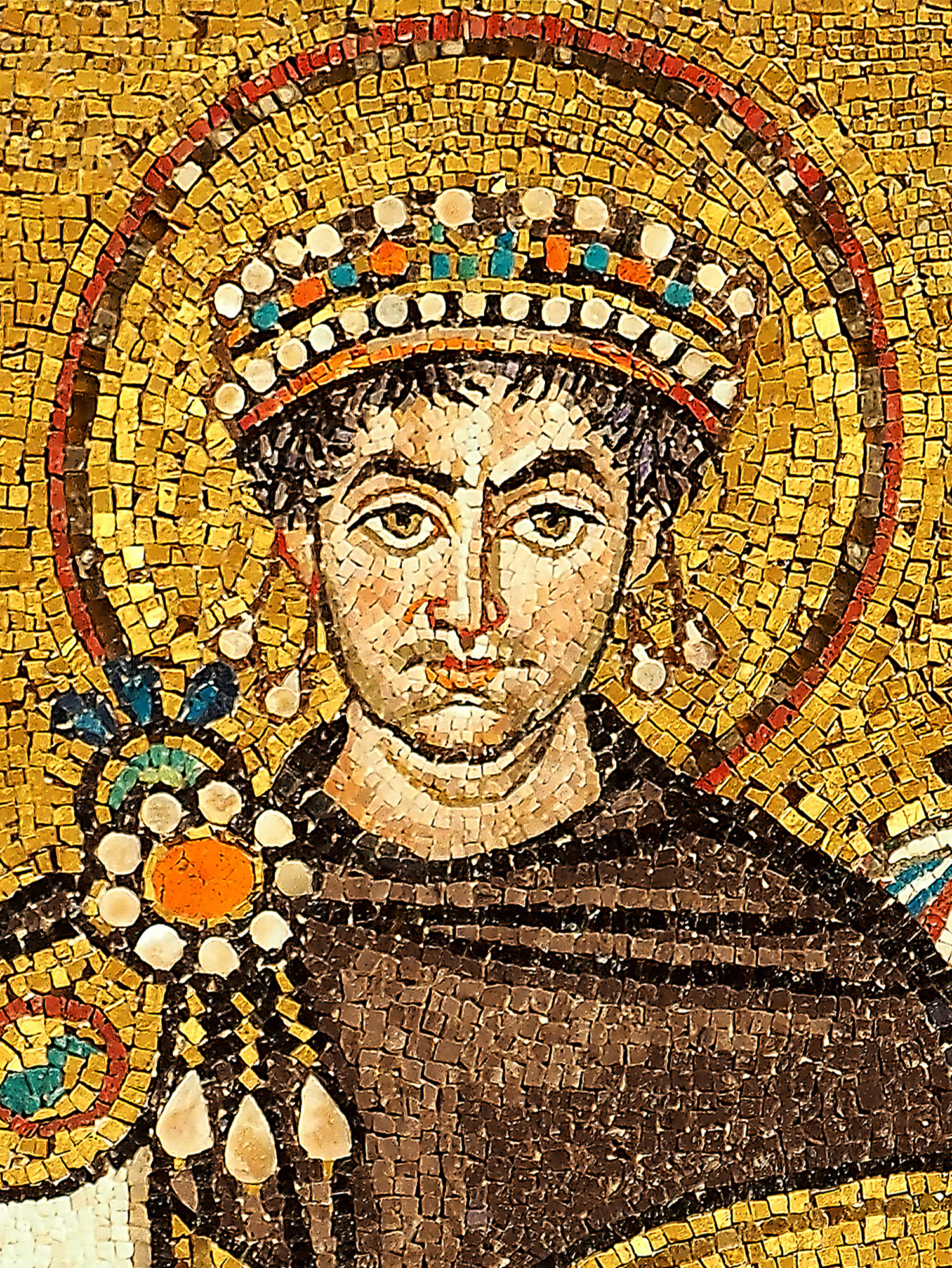
L'imperatore Giustiniano I in un mosaico nella Basilica San Vitale a Ravenna

Nel 527 Giustiniano I salì sul trono imperiale di Costantinopoli, rafforzando il governo grazie a una politica centralistica in cui la figura dell'Imperatore assumeva sempre più connotati teocratici e cesaropapisti. Oltre alle sue imprese belliche di restauratio imperii e alle grandi opere architettoniche, Giustiniano è ricordato per aver promosso un'intensa attività legislativa che culminò con l'incarico dato ai giuristi di corte, guidati da Triboniano, di riorganizzare e rielaborare il diritto vigente dando vita, dopo cinque anni di lavoro (dal 529 al 534), a un'imponente opera unitaria nota successivamente come Corpus iuris civilis. La commissione che si occupò della sua realizzazione fece un largo uso degli antichi testi e in particolare di quelli del diritto romano classico, sottoponendoli tuttavia a una modernizzazione e a un'interpolazione.

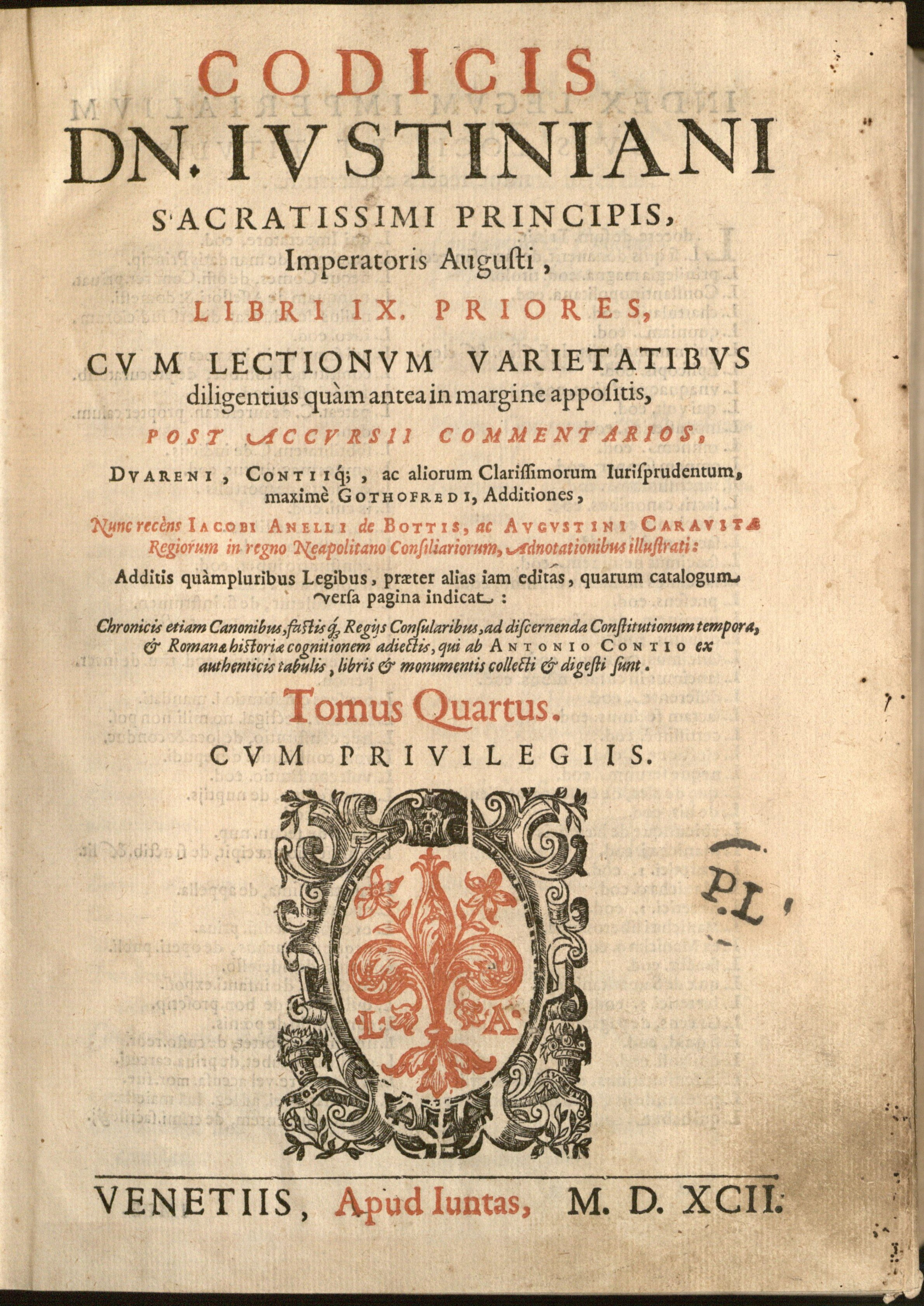
Il codice giustinianeo (Codex) in un'edizione del 1592

Divenuto unica fonte del diritto nell'Impero, il Corpus iuris civilis era a sua volta costituito da quattro testi: le Istitutiones, opera didattica in quattro libri destinata a coloro che studiavano il diritto sul modello delle Istituzioni di Gaio; il Digesto (o Pandectae) antologia in cinquanta libri (due, detti terribiles, dedicati al diritto penale) di frammenti estrapolati (non senza modifiche) dalle opere dei più eminenti giuristi della storia di Roma; il Codex, una raccolta di costituzioni imperiali da Adriano allo stesso Giustiniano; infine, le Novellae Constitutiones, raccolta delle costituzioni emanate da Giustiniano dopo la pubblicazione del Codex, fino alla sua morte.
Nell'opera traspare l'esistenza di un diritto civile, proprio di ogni singolo individuo, e di un diritto naturale, comune a tutti gli uomini; quest'ultimo non era "statico" ma doveva essere continuamente scoperto e ricreato a seguito di riflessioni critiche basate anche sulla dottrina cristiana. Il diritto viene visto così, non solo come una serie di disposizioni date dall'autorità, ma un fenomeno in continua elaborazione, adattato alle varie esigenze della vita comune.
Inizialmente pensato per essere utilizzato in Oriente, su richiesta di papa Vigilio Giustiniano fece estendere l'uso del Corpus anche in parte dell'Occidente, da poco riconquistato dopo una guerra contro i Goti, come aveva ordinato nella prammatica sanzione pro petitione Vigilii. Tuttavia, la successiva invasione dei Longobardi non permise una sostanziale diffusione del testo che andò in disuso, anche per via della sua complessità, con l'eccezione delle regioni italiane in cui i Bizantini riuscirono a resistere alle pressioni degli invasori germanici. Riscoperta intorno alla seconda metà dell'XI secolo, l'opera legislativa promossa da Giustiniano, che aveva chiuso la millenaria storia del diritto romano, ha successivamente rappresentato per secoli la base del diritto comune europeo, sino agli inizi del XIX secolo quando venne considerato superato dal codice napoleonico che ne fu «la soluzione di continuità [...] sostituendo, alla libera interpretatio dei giuristi come fonti del diritto, un sistema codificato dall'autorità dello Stato». Tuttavia, l'utilizzo in forma modernizzata del Corpus continuò fino all'alba del XIX secolo e grazie alla pandettistica tedesca esso contribuì alla «nascita delle moderne categorie concettuali ed interpretative del diritto privato in tutto il mondo».

### Leregulaemonastiche

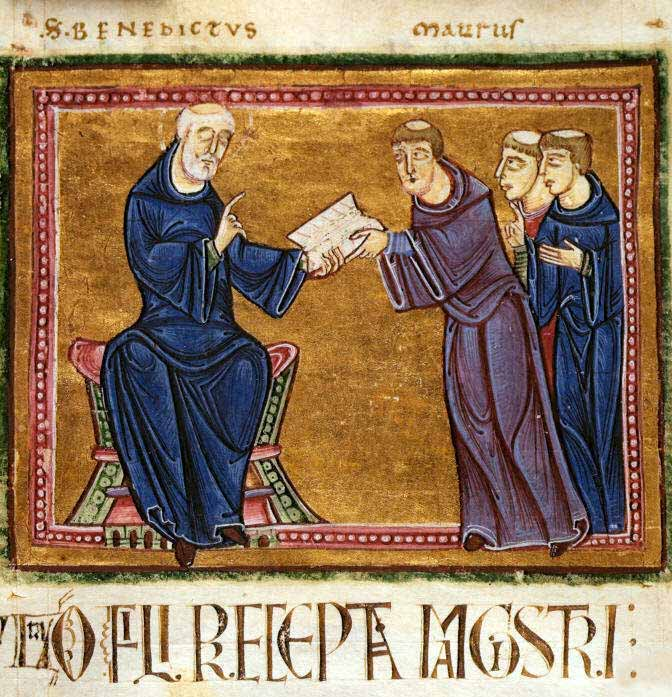
San Benedetto porge la sua Regola a san Mauro e ad altri monaci; manoscritto miniato del 1129

Fin dal III secolo alcuni cristiani, inizialmente in Egitto, scelsero di ritirarsi a vivere in completa solitudine (anacoreti) o in piccoli gruppi (cenobiti) allo scopo di condurre un'esistenza conforme a una rigida visione dell'ideale cristiano. Fin dal principio, le comunità di cenobiti (detti poi "monaci") si dettero delle "regole" funzionali a organizzare la loro vita secondo le proprie aspirazioni ascetiche. La regola benedettina, dettata nel 534 da Benedetto da Norcia, monaco fondatore dell'abbazia di Montecassino, risultò certamente quella che ebbe maggior diffusione venendo adottata da moltissimi monasteri, soprattutto grazie al sostegno che ricevette da papa Gregorio Magno. Uno degli aspetti peculiari della regola di Benedetto fu una rigida impostazione della vita dei monaci e dell'importanza data al lavoro manuale che andava a coniugarsi con il tempo da dedicare alla preghiera, riassumibile nella massima ora et labora (prega e lavora). Con la riforma voluta da Ludovico il Pio, figlio di Carlo Magno, la regola benedettina divenne l'unica a cui dovevano uniformarsi tutte le case religiose dell'Impero carolingio. Della regola benedettina si è detto che «è un documento straordinario, unico per longevità della sua vigenza ed è un concentrato di saggezza giuridico-istituzionale che conferma la vocazione occidentale per la scrittura della legge».
Le comunità monastiche costituivano delle istituzioni indipendenti, spesso separate nettamente dal mondo secolare fuori da loro, tanto che in epoca carolingia (tra VIII e X secolo) apparivano al di fuori della giurisdizione laica. L'unica e indiscussa autorità dei monasteri risiedeva nell'abate a cui i monaci facevano voto di obbedienza, rinunciando così totalmente alla propria volontà. Per coloro che avessero trasgredito alla regola o agli ordini dell'abate erano previste punizioni corporali. Si statuiva inoltre che l'abate fosse eletto dai monaci in virtù delle sue qualità morali e non dell'anzianità.
I monasteri erano, inoltre, spesso autosufficienti sia grazie al lavoro dei monaci sia alle donazioni, talvolta cospicue, dei fedeli. In taluni casi divennero delle vere e proprie aziende che presero parte attiva nel sistema della economia curtense. Negli ultimi secoli del primo millennio, si diffuse la pratica, da parte di laici ricchi, di fondare un monastero, conferendogli parte dei loro possedimenti in cambio della possibilità di apportare modifiche alla regola in uso e in particolare a quanto concerneva le modalità di elezione dell'abate, in modo che potesse essere di gradimento ai benefattori. Ciò contribuì al decadimento dell'istituzione monastica, almeno per quanto riguardava gli aspetti etici; bisognerà aspettare la riforma iniziata nel X secolo nell'abbazia di Cluny perché riprendesse vigore l'antico modello di ascesi su cui traeva fondamento l'istituzione monastica.

### I Longobardi e l'editto di Rotari

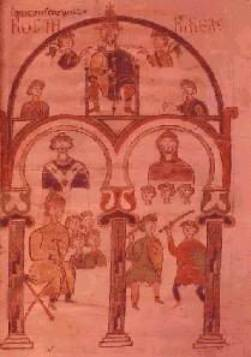
Illustrazione in un manoscritto dell'editto di Rotari, la più importante compilazione giuridica dei Longobardi

Nel 568, la popolazione germanica dei Longobardi si stanziò in gran parte della penisola italica, portando a conclusione una lunga migrazione iniziata secoli prima. Una volta stabilitisi, essi dettero vita a una solida struttura organizzativa che, tuttavia, almeno inizialmente, non eliminò le istituzioni autoctone di tradizione romana sovrapponendosi, ma funzionando in maniera parallela. Il regno era diviso in ducati e ognuno veniva guidato da un duca, una figura che col tempo non fu più solo il capo di una fara ma divenne funzionario regio, depositario dei poteri pubblici e affiancato da funzionari minori (sculdasci e gastaldi). A capo del regno vi era il re, il quale rispondeva a un'assemblea di guerrieri, la Gairethinx. Nel primo secolo di dominazione, continuò a rimanere in vigore la personalità del diritto, con la popolazione latina che continuava ad avvalersi del diritto romano semplificato mentre tra i dominatori sopravviveva il diritto consuetudinario di origine germanica. Con l'abbandono da parte dei Longobardi dell'arianesimo in favore del cristianesimo del credo niceno iniziò anche un processo d'integrazione sociale, culturale e di diritto che portò a una sostanziale fusione giuridica tra le due etnie.
La prima e principale opera di diritto compilata dai Longobardi fu l'Edictum Rotharis Regis (editto del re Rotari) promulgato nel 643 e valido solo per il proprio popolo. Grazie a questo lavoro vennero messe per iscritto e in lingua latina (con l'eccezione di qualche termine che rimase in lingua longobarda perché intraducibile) le antiche tradizioni consuetudinarie giuridiche (cawarfidae) trasmesse fino a quel momento principalmente per via orale. Si tenga presente che l'opera di Rotari, nella sua innegabile importanza, si rivelò comunque un semplice consolidamento, senza «alcuna pretesa di inserirvi la totalità dell'ordinamento», ma dedicando largo spazio in particolare ai temi di diritto famigliare e penale.
Con l'editto venne istituzionalizzato il guidrigildo, ovvero un'indennità pecuniaria congrua a risarcire il danneggiato o i suoi parenti in caso di danni inferti e commisurata al valore sociale dell'offeso. Con tale rimedio si cercava di evitare il fenomeno della faida che minava la pace tra le famiglie del regno. Le norme processuali contenute nell'editto erano ancora sostanzialmente arcaiche, come dimostra il ricorso al duello ordalico, già abbandonato nel diritto romano. Largo spazio si concedeva al diritto di famiglia e allo stato giuridico della donna, alla quale veniva attribuita capacità giuridica ma non capacità di agire, in quanto la sua potestà era attribuita ai parenti maschi più stretti (istituto del mundio). Secondo l'editto di Rotari, nella successione a causa di morte le donne erano svantaggiate, ma il loro consenso era imprescindibile per contrarre un matrimonio. Integrato e innovato dai regnanti longobardi successivi, come Grimoaldo, Liutprando e Astolfo, la fortuna dell'editto di Rotari non terminò con la caduta del regno, ma la sua circolazione proseguì pure nel Basso Medioevo, dove le consuetudini locali adottate nella penisola italica saranno ad esso debitrici di una profonda influenza; le leggi longobarde (integrate da editti e capitolari del Regno d'Italia) vennero raccolte nel Liber Papiensis e poi nel Liber legis Langobardorum.

### Diritto nell'epoca carolingia

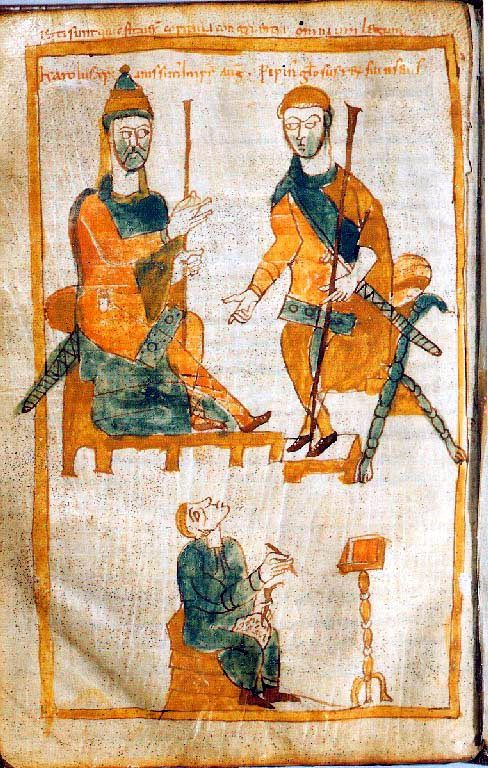
Carlo Magno e Pipino d'Italia. Miniatura da un manoscritto, del 991, delle Leges Barbarorum, copia del manoscritto originale dell'830 circa

I Carolingi furono una stirpe di Franchi che regnò in Europa dal 750 al 987 e che con Carlo Magno diedero vita a un Impero caratterizzato da una rinascita culturale che coinvolse anche il diritto. Le costituzioni emanate dai sovrani carolingi presero il nome di "capitolare" (capitulare in latino), un termine utilizzato solitamente per la legislazione ecclesiastica, e perseguivano l'obiettivo di assimilare il potere temporale con quello spirituale per accrescerne la legittimità. Un capitolare era una collezione di singoli capitoli raggruppati in un unico testo; vi erano poi capitolari specialia dedicati a particolari esigenze locali, capitolari generali di ordine universale, capitolari ecclesiastici per regolare faccende relative alla Chiesa o ai monasteri, capitolari mundana solo per questioni riguardanti il mondo temporale, capitolari missorum con cui s'impartivano ordini ai missi dominici, funzionari che l'imperatore inviava come suoi rappresentanti nelle varie parti dell'Impero.
L'imponente produzione legislativa di Carlo Magno e del figlio Ludovico il Pio venne raccolta nei quattro liber legiloquus tra l'826 e l'827 dall'abate Ansegiso di Fontenelle, due di questi erano dedicati a dirimere questioni inerenti al mondo laico, due per quello ecclesiastico. I capitolari in vigore nel Regnum Italiae vennero raccolti nel Capitulare Italicum successivamente parte del liber Papiensis.
Il liber Papiensis fu prodotto dalla scuola giuridica di Pavia che fiorì, in particolare tra il X e l'XI secolo, all'interno del palazzo Reale, complesso che si strutturava su un vasto insieme di edifici, che non solo ospitava la corte del sovrano, ma anche l'amministrazione del regno e, in particolare, il suo principale tribunale. Verosimilmente la scuola nacque quindi per formare i giudici regi. L'opera più importante della scuola pavese è l'Expositio ad librum papiensem, redatta intorno al 1070, nella quale viene commentata analiticamente tutta la legislazione fino all'imperatore Enrico II il Santo. Il lavoro riveste particolare interesse, innanzitutto perché testimonia che nella scuola lavorarono molti maestri, alcuni di essi definiti «antichissimi», che, nel corso degli anni, mutarono le interpretazioni giuridiche riguardo a determinate norme. Vi è poi una nuova, e innovativa, modalità di studio del diritto, interpretando e mettendo in relazione le diverse norme grazie a principi e meccanismi tecnici, quali l'idea di legge generale e speciale o di successione di leggi nel tempo. Inoltre, nell'Expositio si intravede un certo recupero del diritto romano, definito Lex generalis omnium, e utilizzato come diritto sussidiario per ricavare principi atti a interpretare le leggi longobarde e franche e per colmare le loro lacune.
I vari popoli che vivevano nell'Impero carolingio obbligarono, ancora una volta, a ricorrere alla personalità del diritto, con tutte le conseguenze di difficoltà nell'omogeneità nelle cause che riguardavano persone di origine diversa e quindi soggette a diritti diversi. Per ovviare a ciò, come avveniva già in epoca longobarda, anche in epoca carolingia si usò esplicitare nei singoli atti notarili la legge a cui si avrebbe dovuto fare riferimento in caso di controversia.
Almeno inizialmente, l'origine germanica dei Carolingi si rifletteva in modo particolare nelle modalità di emanazione delle disposizioni legislative. Si usava, infatti, presentare le nuove leggi alle diete imperiali di primavera indette per preparare le campagne belliche e a cui partecipavano i più grandi notabili dell'Impero senza che vi fosse la necessità di una formale approvazione da parte di un'assemblea come avverrà più tardi. Infatti, a partire dalla fine dell'VIII secolo le diete iniziarono a svolgere un ruolo di supervisione delle leggi e il loro consenso divenne fondamentale perché una norma divenisse imperativa.

### Feudalesimo e autonomie

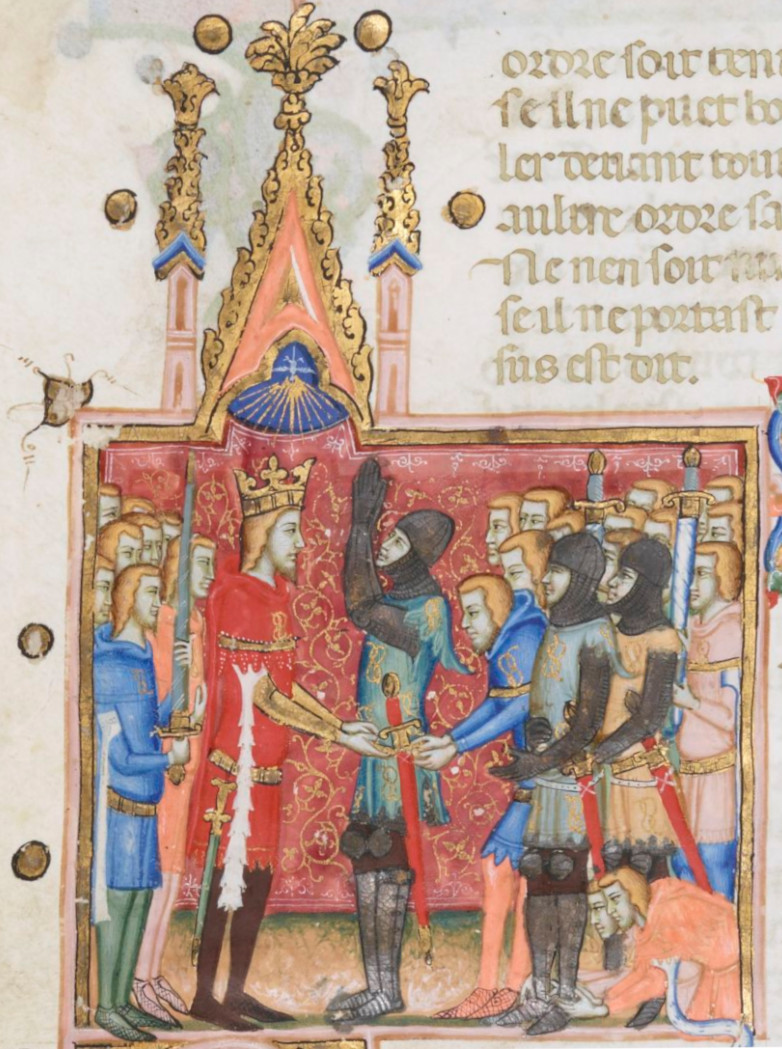
Investitura di un cavaliere

Il feudalesimo fu un sistema politico, economico, giuridico e sociale basato sui rapporti di reciproca dipendenza e protezione tra uomini di diversa estrazione, come tra il re e i suoi più potenti sudditi. Benché di tale sistema si scorsero i primi accenni già a metà dell'VIII secolo, fu la progressiva frammentazione del potere che si riscontrò nell'Impero carolingio all'indomani della morte di Carlo Magno a darne l'impulso decisivo. Alla base del rapporto feudale si configurava l'omaggio, un rito formale tramite il quale veniva siglato il patto di vassallaggio in cui un signore riconosceva la superiorità di un altro nobile (senior) promettendogli fedeltà e aiuto militare in caso di guerra, in cambio di protezione e, talvolta, di un beneficium ovvero una proprietà fondiaria o immobiliare. Tale istituto si distinse in origine per la sua natura consuetudinaria, assumendo fin da subito una fondamentale importanza giuridica nell'ordinamento dell'epoca; il tradimento del patto, detto fellonia, era considerato un grave reato. Nell'Europa mediterranea il rito dell'omaggio assunse anche la forma di patto scritto.
Il rapporto feudale, nei primi tempi, non prescindeva dal tipo esclusivamente personale, ma ben presto iniziò a essere trasmesso per via ereditaria al primogenito maschio, prima per via consuetudinaria e poi per via istituzionale tramite l'Edictum de beneficiis concesso da Corrado il Salico nel 1037. Proprio per questo, era sorta contemporaneamente la pratica di concedere il beneficio a vescovi o ad alti ecclesiastici in quanto privi di discendenza.
A sua volta, chi aveva ricevuto il beneficio, poteva legare a sé altri nobili di rango inferiore conferendo loro un omaggio, andando a costituire una rete di rapporti feudali che talvolta raggiunse fino a cinque livelli. Per dirimere le situazioni, non rare, nelle quali uno stesso soggetto si ritrovasse vassallo di due signori diversi, s'introdusse, alla fine dell'XI secolo, il concetto di "omaggio ligio", volto a individuare un rapporto privilegiato. Il rapporto di vassallaggio rimaneva comunque diretto solamente tra signore e vassallo, non estendendosi agli altri ranghi, in base alla massima "il vassallo del mio vassallo non è mio vassallo"; in questo modo, il re aveva il controllo solo su coloro che avessero prestato l'omaggio a lui stesso e solo a partire dal XIII secolo in Francia il sovrano conquisterà il controllo diretto su tutti i feudatari del regno.

### Diritto nell'Inghilterra anglosassone
Nel V secolo l'Inghilterra venne invasa dagli anglosassoni, una tribù germanica che in breve tempo dette vita ad una eptarchia. Uno dei antichi documenti di diritto anglosassone a noi pervenutoci è una raccolta, scritta in lingua germanica e non in latino come fu consuetudine per le fonti europee, realizzata intorno al 602-603 durante il regno di Etelberto del Kent. In essa vengono catalogate le sanzioni per diversi illeciti secondo il metodo del ristoro pecuniario tipico del diritto germanico (il guidrigildo). Verso la fine del IX secolo Alfredo il Grande promosse la realizzazione di un articolato codice giuridico composto dalle sue stesse leggi, conosciuto come Doom Book, a cui seguì uno contenente quelle del suo predecessore. In esso erano raccolte le pene per i vari illeciti, caratterizzate da una certa severità non lesinando la condanna capitale. Nell'introduzione, il sovrano spiegò che la raccolta si basava anche su testi antichi e si era ordinato «di riportare per iscritto molte delle norme che i nostri antenati osservavano, quelle che mi piacevano. Ho rifiutato di riportare molte di quelle che non mi hanno convinto su suggerimento dei miei consiglieri, apportandovi delle modifiche».

### Caratteri del diritto nell'Alto Medioevo
Nei primi secoli dell'alto Medioevo, a seguito del consolidamento dei regni romano-barbarici, si affermò la personalità del diritto, ovvero un diritto diverso applicato ai vari popoli che abitavano nella stessa regione ma che differivano per stirpe e ceppo etnico di appartenenza. Tuttavia, l'integrazione sempre maggiore tra i gruppi coabitanti nello stesso territorio fece sì che tale sistema andasse in crisi già a partire dal secolo IX. Sin dagli inizi dell'VIII secolo il vescovo Agobardo di Lione lamentava il fatto che «cinque uomini siedano insieme e nessuno abbia in comune con gli altri la legge di questo mondo, mentre nelle cose perenni sono tutti legati dall'unica legge di Cristo». Per ovviare a ciò si prese inizialmente l'abitudine di esplicitare su quale diritto si basasse ogni singolo negozio giuridico, ma poi si ricorse sempre di più al diritto consuetudinario. Poco o nulla si sa di come nacquero tali usanze, spesso locali tanto da arrivare a essere tipici di ogni villaggio o addirittura di ogni singola parcella di terra, ma tra il IX e l'XI secolo esse rappresentavano spesso la base del diritto in Europa. Il diritto nell'Alto Medioevo fu così principalmente caratterizzato dal consolidarsi delle antiche consuetudini che, a seguito del crollo degli elaborati istituti di diritto romano, venivano percepite come adeguate ad organizzare una società molto più semplice, basata sull'agricoltura e insediata in piccoli borghi rurali. Compito dei giuristi appariva soprattutto quello di ordinare tali consuetudini e di tramandarle, spesso mettendole per iscritto. Non mancarono anche delle norme emanate dai sovrani, come i capitolari carolingi, ma queste erano in genere volte ad affrontare tematiche contingenti o sopperire a lacune delle consuetudini tutt'altro che esaustive.
Sulla consuetudine si fondava anche la stratificazione sociale del tempo. Abbandonata oramai la condizione di schiavitù tipica dell'antichità e ben presente nel diritto romano, permaneva comunque lo stato servile. Il servo, tuttavia, a differenza dello schiavo, non era considerato una semplice "cosa" ma un soggetto di diritto, nonostante gli fosse negata la libertà di movimento, di compiere scelte famigliari e di godere di beni comuni. I liberi, in genere contadini, lavoravano su terre non proprie (pars massaricia) pagandone il canone al proprietario (signore, ente ecclesiastico o monastero) e, talvolta, prestando la propria opera nelle sue terre (pars dominica).
Fu innegabile l'influenza del diritto canonico su tutti gli aspetti giuridici, e non solo, della società alto-medievale. L'assenza di uno Stato forte, come quello romano, venne parzialmente colmata da una Chiesa sempre più viva e capillare che non mancò di plasmare la morale e la vita del tempo. La Santa Sede appare «immersa nella temporalità e da queste inquinata che, esprimendosi in potere, individua nel diritto un cemento prezioso dello stesso potere». La Chiesa si impegnò fin da subito a costruire un proprio diritto, fondato sul diritto romano, in cui vi era una concezione sacra della società. Tuttavia la sua realizzazione andò pari passo con le difficoltà affrontate dalla stessa Chiesa, minacciata, all'interno dalla nascita di eresie e, all'esterno, dalle profonde ingerenze laiche, spesso mascherate da forme di protezione, come avvenne nel caso di molti monaci carolingi. Fu soprattutto verso la fine dell'XI secolo e l'inizio del Basso Medioevo che il diritto della Chiesa romana iniziò a strutturarsi e a concorrere, talvolta superandolo, con quello laico.

## Diritto nel Basso Medioevo

### Riforma ecclesiastica dell'XI secolo

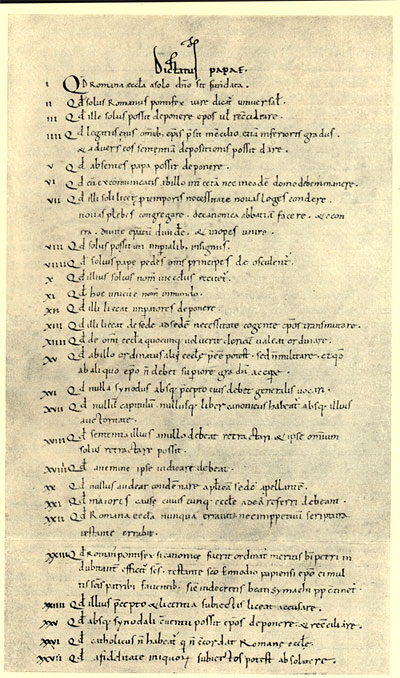
Il celebre Dictatus papae di Gregorio VII

Il sistema cesaropapista perseguito dalla dinastia imperiale ottoniana aveva messo in crisi la missione pastorale della Chiesa; lo stesso clero era funestato da un decadimento morale. Una tale situazione finì per scuotere il popolo dei fedeli e dal mondo monastico, in particolare dall'abbazia di Cluny, partì nella seconda metà del X secolo un movimento riformatore che chiedeva l'autonomia della Chiesa dai poteri temporali e un maggior rigore nella vita degli uomini consacrati. Grazie al supporto dell'imperatore Enrico III di Franconia (1016 - 1056) la riforma ecclesiastica arrivò a Roma in virtù del succedersi di papi riformatori che contribuirono a cambiare profondamente la Chiesa del tempo, sia nell'aspetto religioso, sia in quello giuridico. Uno dei passi più importanti verso l'emancipazione avvenne nel 1059 con la promulgazione da parte di papa Niccolò II del cosiddetto Decretum in electione papae, grazie al quale si affidava l'elezione del pontefice al collegio cardinalizio sottraendola al controllo dei poteri laici.
Ma l'apice della riforma avvenne durante il pontificato di papa Gregorio VII. Intorno al 1075 Gregorio scrisse il celebre Dictatus papae, una raccolta di natura ignota contenente 27 affermazioni, ciascuna delle quali enunciava uno specifico potere del pontefice romano, sia nei confronti della società ecclesiastica che di quella temporale. Secondo il dictatus, al pontefice, tra l'altro, deve essere attribuito il potere di deporre gli imperatori, nominare i vescovi e presiedere i concili personalmente o tramite un legato. Alle risolute prese di posizione di Gregorio seguì una dura schermaglia con l'imperatore Enrico IV di Franconia che passerà alla storia come "lotta per le investiture".
Il successo finale della riforma ebbe molteplici conseguenze sul diritto della Chiesa: si consacrò infatti definitivamente il primato papale, si diede un'organizzazione più omogenea alla vita monastica, si impose una svolta moralizzatrice al clero (proibendo il concubinato e promuovendo il celibato) e, infine, si condannava nuovamente la simonia. La Chiesa assunse un'organizzazione di tipo verticistico, con il Papa al di sopra di tutti, simile a una monarchia. L'intensa produzione di documenti scritti in questi anni contribuirà pochi decenni più tardi, al consolidarsi di un diritto canonico basato su codici e raccolte. Il modello feudale iniziò a incrinarsi, la perdita di autorità del potere imperiale contribuì a dare origine a nuove forme politiche, come i comuni medievali in Italia settentrionale, oltre al rafforzamento delle monarchie nazionali altrove.

### Riscoperta del diritto romano
Oltre che a un rinnovamento nella sfera religiosa, a partire dalla fine del X secolo, l'Europa andò incontro anche a un periodo di rinascita nel campo economico, sociale e culturale con inevitabili ripercussioni sul diritto. Il sistema vigente, basato in larga parte sulle consuetudini, sui codici longobardi e sui capitolari carolingi, si dimostrò sempre meno in grado di servire una società che diventava ogni giorno più complessa. Sebbene si possano notare sui rogiti notarili degli inizi del XI secolo nuove formule che attestano una cultura giuridica più profonda, il punto di svolta si fa tradizionalmente coincidere negli atti di un placito tenutosi a Marturi (nei pressi di Poggibonsi) nel 1076. In tale occasione, per la prima volta dopo tanti secoli, comparve una citazione testuale del Digesto, parte di quel Corpus iuris civilis fatto redigere da Giustiniano I nel VI secolo, segno della necessità di poter disporre di fonti di un diritto più articolato. L'ammissibilità di un così antico diritto come parte del diritto positivo vigente va ricercata anche nel fatto che gli imperatori del Sacro Romano Impero si consideravano legittimi successori degli imperatori romani. Agli studiosi di diritto del tempo, il corpus iuris si presentava come «un deposito sapienziale e normativo corroborato non solo dal decorso del tempo, ma dall'accettazione collettiva; in quanto ricevuto da una lunga catena di generazioni era svincolato dal particolare, voce di una grande communio, e perciò garanzia sicura e fondazione solida». Si noti che la riscoperta del diritto romano fu comunque relativa, in quanto una sua traccia, sebbene rudimentale e ben distante dalla sua antica raffinatezza e complessità, non si era mai del tutto sopita né nel diritto civile né - e soprattutto - nel diritto canonico.
Successivamente si stratificò un lento ma costante crescendo dell'utilizzo nei processi giudiziari di citazioni e argomentazioni dotte provenienti dal diritto giustinianeo: chi le utilizzava, veniva a trovarsi in vantaggio nel procedimento e quindi anche gli avversari erano spronati a ricorrere a esse con un evidente "effetto moltiplicatore". Così, il diritto romano con i suoi strumenti e i suoi istituti tornò a essere fondamentale per l'ordinamento giuridico, ponendosi la necessità di adattarlo alle condizioni del tempo e di poter disporre di giuristi in grado di padroneggiarlo.

### La scuola bolognese dei glossatori

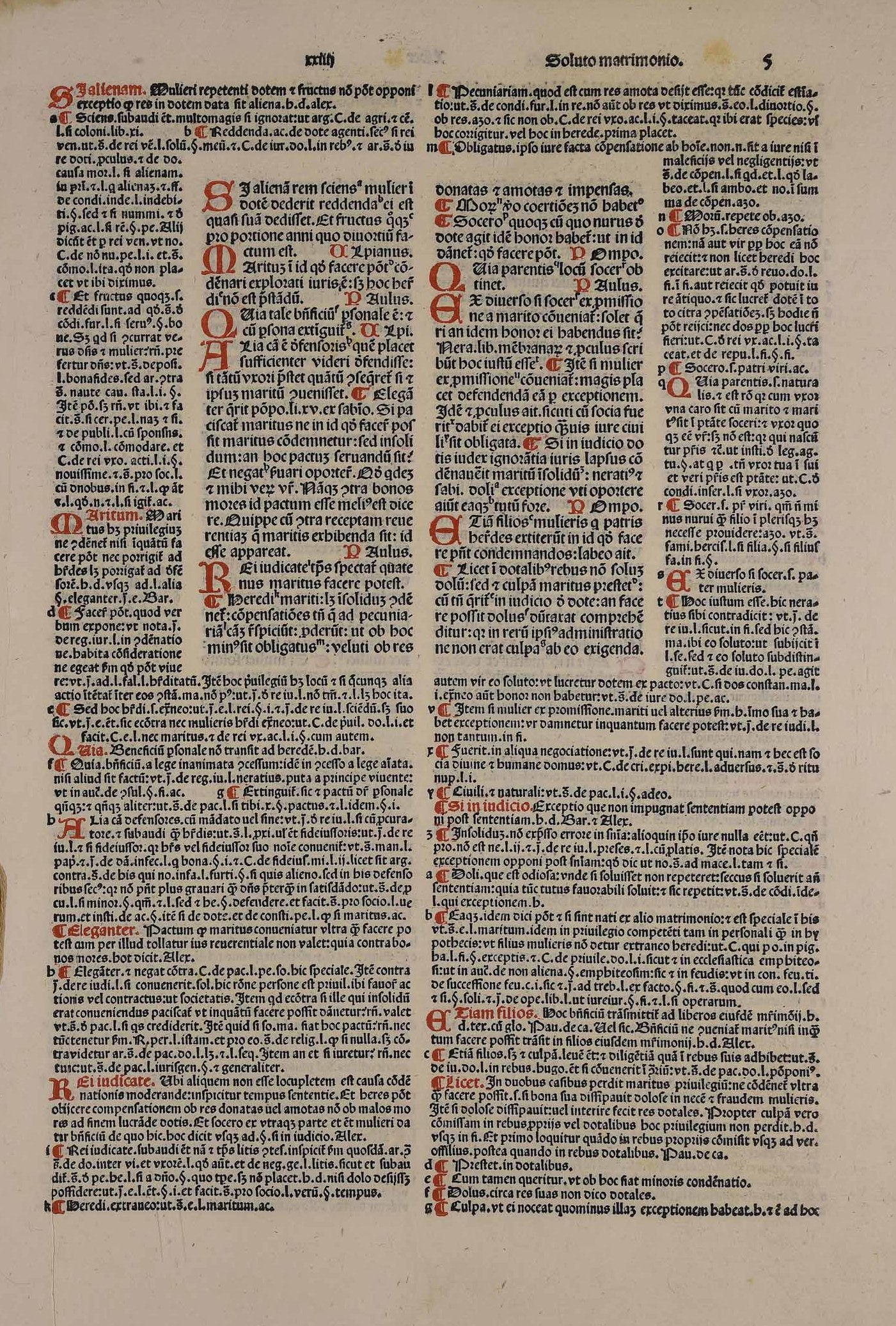
Pagina degli inizi del XVI secolo contenente parte del Digesto affiancato da glosse; l'uso di appuntare annotazioni esplicative a fianco del testo giuridico iniziò con Irnerio

Con la riscoperta del corpus iuris civilis, si rese contemporaneamente necessaria una corretta interpretazione, in maniera tale da renderlo utilizzabile per le necessità coeve. Secondo quanto racconta Odofredo Denari, uno dei primi giuristi ad approcciarsi scientificamente al diritto giustinianeo fu un certo Pepo, forse lo stesso Pepone legis doctore citato nel placito di Marturi, che iniziò a dare lezioni nella città di Bologna. Tuttavia, il fondatore di quella che passerà alla storia come la "scuola bolognese dei glossatori" è da ricercarsi nella figura del giurista e magister Irnerio. L'innovazione di Irnerio consisté nell'insegnare il diritto come disciplina autonoma, all'epoca escluso dalle arti liberali, e utilizzando come fonte il corpus iuris civilis di Giustiniano nella sua forma originale; inoltre, prese l'abitudine di aggiungere al margine del testo alcuni appunti, detti "glosse", con cui dava una interpretazione al passo, poneva in relazione le varie norme contenute, risolveva ambiguità e ne estendeva l'applicabilità ad altre fattispecie simili. Senza dubbio fu in gran parte merito suo se il diritto romano poté riprendere a circolare in Europa.
La pratica della glossa continuò con i suoi allievi e successori, conosciuti come i "quattro dottori" di Bologna: Bulgaro, Martino Gosia, Jacopo e Ugo. Grazie a essi la scuola Bolognese non si ridusse a un episodio temporaneo, conseguente all'insegnamento di Irnerio, ma diventò esempio di un nuovo modo di fare diritto. La loro fama raggiunse un tale livello che lo stesso imperatore Federico Barbarossa si avvalse nella dieta di Roncaglia del 1158 del loro parere al fine di sostenere su basi giuridiche la supremazia del potere imperiale; non a caso l'argomentazione adottata dai quattro dottori coincise con quanto contenuto nel Corpus iuris civilis, ovvero che il volere dell'Imperatore assumeva funzione di potere legislativo in analogia alla massima ulpianea Quod placuit principi, habet vigorem legis.
Alla scuola di Bologna affluirono studenti da tutte le regioni d'Europa, che a loro volta esportarono gli insegnamenti nei loro paesi di provenienza. Così, in breve tempo, sorsero nuove scuole a Padova, a Napoli, a Parigi, a Reims, in Normandia, in Inghilterra, in Irlanda, in Catalogna, in Germania. Le glosse, inizialmente poco più di un chiarimento ai margini del testo giuridico, realizzate dai maestri, venivano poi utilizzate dagli allievi che a loro volta le integravano, talvolta aggiungendo ad esse nuove conclusioni. Ben presto prese forma una scienza giuridica in continua espansione e perfezionamento.

### IlDecretum Gratianie il diritto canonico

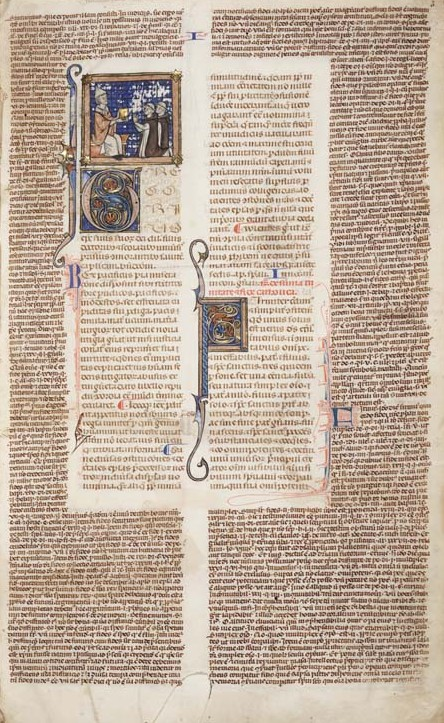
Le Decretales di Gregorio IX, con la bolla Rex pacificus, corredate dalla glossa ordinaria di Bernardo da Parma in un manoscritto del 1300-1315 circa

La riscoperta del diritto romano ebbe ripercussioni anche sul diritto della Chiesa cattolica, già parzialmente influenzato dalla riforma dell'XI secolo, che volle dotarsi essa stessa di un sistema di qualità pari a quello che si stava sviluppando nelle scuole laiche. Intorno al 1140 Graziano, probabilmente un monaco originario dell'Umbria e operante anch'egli a Bologna, portò a termine una poderosa compilazione in cui riunì quasi 4 000 scritti che andavano dai testi dei padri della Chiesa, ai canoni dei grandi concili e sinodi locali, ai documenti prodotti dai vari pontefici. Largo spazio trovò la produzione di Sant'Agostino e di papa Gregorio Magno, prendendosi in considerazione anche passi tratti da testi di diritto romano secolari senza tralasciare i documenti approntati durante e subito dopo il pontificato di papa Gregorio VII per fondare il primato papale nella Chiesa.
Graziano non fu comunque il primo a tentare una tale impresa. Già alla fine del XI secolo erano state compilate raccolte di fonti canoniche autorevoli accompagnate dal tentativo di armonizzarne i contenuti e di risolvere le antinomie. Prima di Graziano, Anselmo di Lucca aveva curato la redazione della Collectio canonum, una raccolta in tredici libri di fonti del diritto canonico attinte soprattutto dalle Regulae Ecclesiasticae di Burcardo di Worms, mentre Ivo di Chartres aveva realizzato un compendio di diritto canonico in tre libri. L'innovazione del lavoro di Graziano, più psicologico e proiettato all'utilizzo futuro rispetto ai predecessori, risultò quella di aggiungere brevi commenti ai testi con l'obiettivo di chiarirne il significato e risolvere le contraddizioni; tale intento è ben chiaro dal titolo originale dell'opera: Concordia discordantium canonum. Se il lavoro di Ivo di Chartes è stato definito da Paolo Grossi un «magazzino di testi», quello di Graziano appare qualitativamente più ricercato e più vicino ai problemi affrontati dai primi glossatori.
Sebbene il decretum non venisse mai riconosciuto ufficialmente dalla Chiesa, esso contribuì enormemente alla successiva produzione giuridica, similmente a quello che avvenne con i glossatori di Bologna. I più grandi giuristi che contribuirono a questa "età classica del diritto canonico" furono, tra gli altri, Uguccione da Pisa e Giovanni Teutonico, che realizzò la glossa ordinaria al lavoro di Graziano, successivamente corretta e ampliata da Bartolomeo da Brescia.
Anche i papi non si devono omettere tra i protagonisti di questa florida età del diritto, avendo infatti promosso la redazione di raccolte di decretali. L'apice si ebbe nel 1234 quando il giurista Raimondo di Peñafort pubblicò, su incarico di papa Gregorio IX, il Liber Extra in cui si portava a termine, cent'anni dopo Graziano, una vastissima opera di sistemazione organica di tutte le fonti giuridiche ecclesiastiche, comprese le definizioni dogmatiche e le norme liturgiche. Ma l'attività ordinatrice pontificia non si fermò: papa Bonifacio VIII promulgò nel 1298 il Liber Sextus come integrazione al Liber Extra, mentre nel 1317, con papa Giovanni XXII, videro la luce le Clementinae, una raccolta di decretali e codici del concilio di Vienne precedentemente realizzata da papa Clemente V, il quale era deceduto prima della loro promulgazione. Decretum di Graziano, Liber Extra, Liber Sextus e Clementinae costituiranno, già dalla prima definizione data durante il concilio di Basilea del 1431, il Corpus Iuris Canonici che, nella sua versione susseguente al concilio di Trento, rappresenterà la base del diritto canonico fino alla redazione del codice Piano Benedettino del 1917.
Tra i più importanti tratti caratteristici del diritto canonico d'epoca medievale vi fu il massiccio ricorso all'equità come metodo di giudizio; papa Onorio III non mancò di contrapporla alla rigida impostazione delle norme prodotte dal diritto laico, considerandola un criterio sicuro di giudizio e un'autorevole fonte. A tal proposito, agli inizi del XIII secolo, Papa Innocenzo III invitava ad agire aequitas saudente (come suggerisce l'equità) e «a soppesare tutto alla luce dell'equità». Necessitando di porre un marcato confine tra la Chiesa, entità perfetta e priva di peccato, e la comunità dei fedeli, imperfetti e peccatori, i canonisti elaborarono soluzioni innovative, spinti nel contempo dalla necessità di avere a che fare con una vasta organizzazione composta da varie entità come diocesi, parrocchie, abbazie, congregazioni, confraternite. Il diritto canonico medievale divenne così uno tra i primi a delineare con estrema nettezza e autonomia la figura della persona giuridica, al tempo ancora un soggetto giuridico dai confini sfumati nel diritto civile. Tale innovazione si deve in particolar modo al giurista italiano Sinibaldo Fieschi, poi eletto nel 1243 al soglio pontificio con il nome di papa Innocenzo IV, che introdusse il concetto di persona ficta, un «soggetto artificiale esistente soltanto nella costruzione del diritto ma che, in questa costruzione, ha una sua perfetta autonomia e una esistenza indipendente».

### Professioni giuridiche del Basso Medioevo

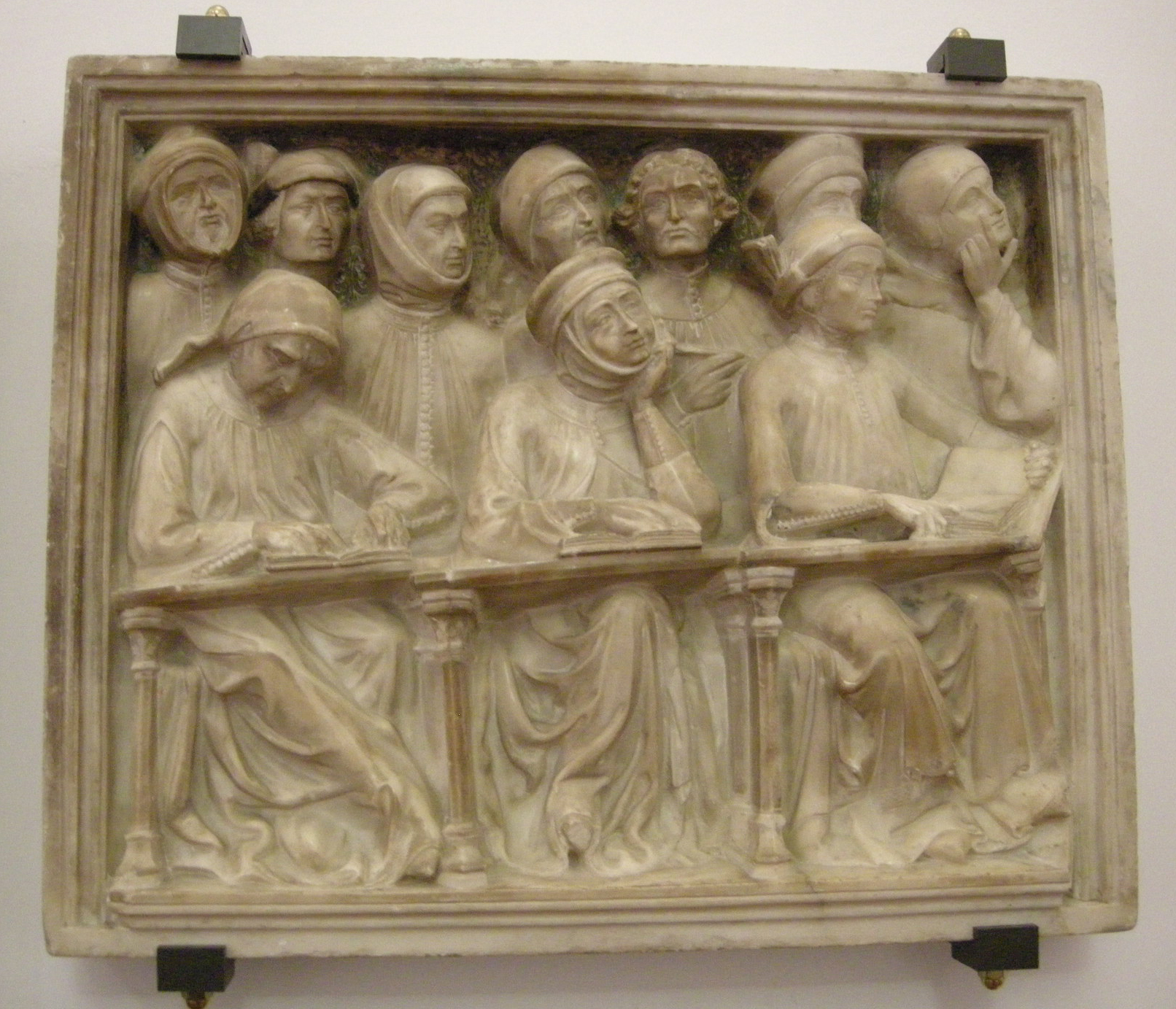
Studenti di diritto raffigurati in un frammento dell'arca del giurista Giovanni da Legnano

La necessità di disporre di giuristi capaci di padroneggiare un diritto sempre più complesso dette l'impulso in Europa continentale alla nascita di scuole sull'esperienza della scuola bolognese dei glossatori. Ben presto queste comunità di allievi e professori arriveranno a costituire una struttura ben definita, anche giuridicamente, che sarà poi il nucleo delle prime università medievali. La didattica verteva quasi totalmente sul Corpus iuris civilis, affrontato in un corso di due anni, che, tuttavia, doveva essere ripetuto più volte per chi ambiva a un'istruzione superiore. La durata complessiva non era prefissata, ma solitamente, per una completa formazione in ambito di diritto civile, lo studente doveva dedicare circa 7-8 anni, mentre per il diritto canonico ne erano sufficienti 6. Alla fine del ciclo, il laureando faceva formale richiesta a un professore di sua scelta, per poter svolgere l'esame finale. La lingua universale era il latino, ciò facilitava gli spostamenti tra sedi, anche molto distanti tra loro, di professori e studenti oltre a rendere agevole la circolazione dei manoscritti. Studenti e professori, inoltre, provenivano dalle più disparate classi sociali: accanto ai rampolli dei patrizi e della ricca borghesia, vi erano anche giovani provenienti da famiglie di modesta estrazione, certi che un tale percorso avrebbe loro consentito di raggiungere incarichi di prestigio, magari al servizio di un comune o di un principe; gli studi giuridici rappresentarono, quindi, un valido strumento di mobilità sociale.
Tra le prime città italiane che, dopo Bologna, ospitarono importanti centri di studi giuridici si posso citare Mantova, dove insegnarono Piacentino e Giovanni Bassiano; Piacenza, sede scelta da Carlo di Tocco; Vicenza; e Padova. Celebre il caso di quella che sarà considerata la prima università pubblica: l'Università di Napoli; questa venne fondata nel 1224 dall'imperatore Federico II di Svevia che aveva colto la necessità di poter disporre di una classe di giuristi accuratamente formata che lo avrebbe aiutato nella definizione dell'ordinamento statale e nell'esecuzione delle leggi.

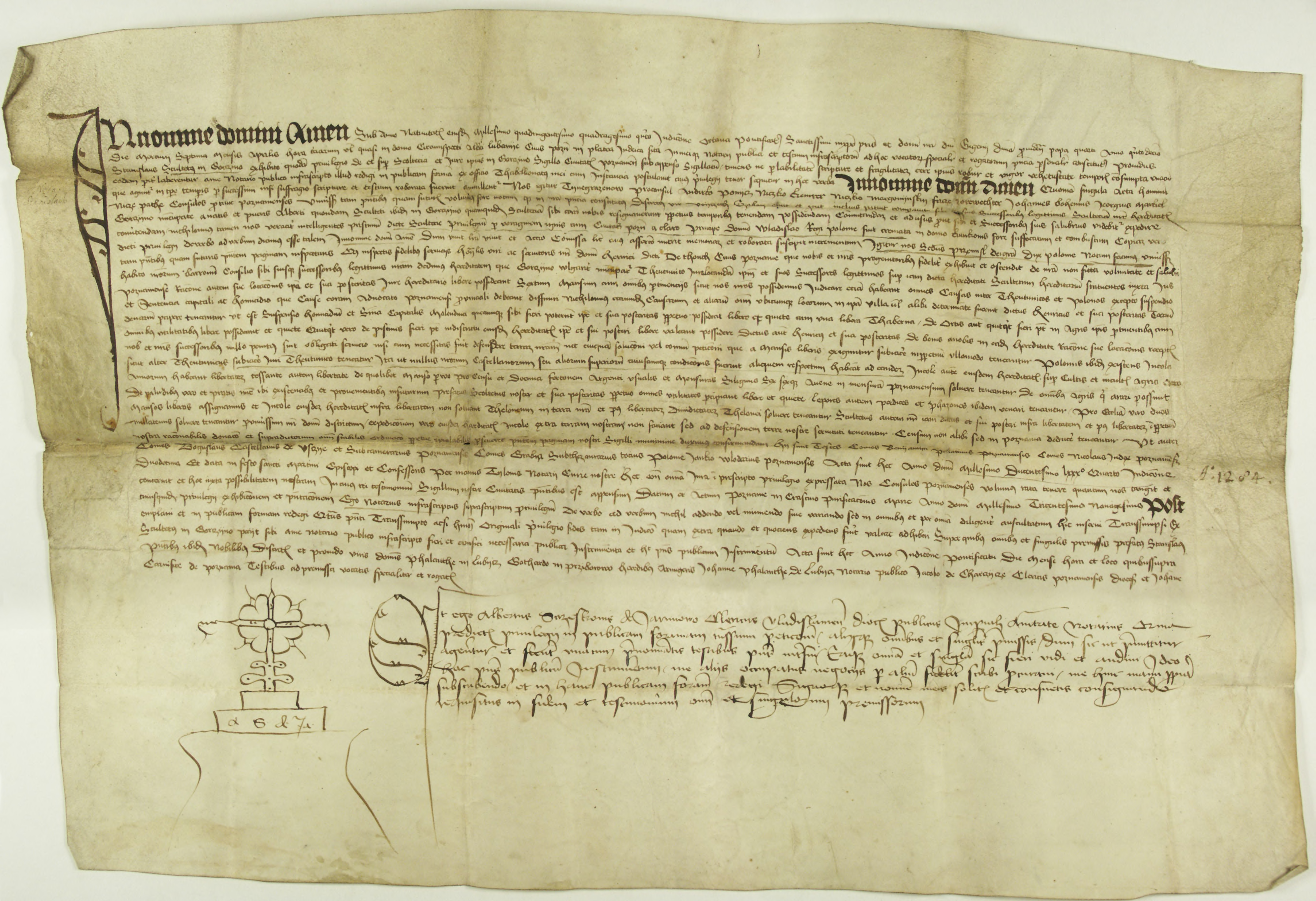
Un atto notarile del 1390

Una delle professioni giuridiche più importanti del Basso Medioevo, soprattutto per quanto riguardava l'Italia settentrionale, fu quella del notaio. Da circa la metà del XII secolo i rogiti notarili, in virtù della loro formalità e della sottoscrizione autografa del rogante, iniziarono ad assumere valore probatorio, offrendo così piena prova di quanto asserito e soppiantando di fatto il ricorso alle dichiarazioni dei testimoni o alle ordalie. Solo l'impugnazione per falso dell'atto poteva metterlo in discussione. Ciò rappresentò una svolta di non poco conto, in quanto con l'atto scritto si sottraevano alla validità dei negozi privati i «rischi del tempo e le incertezze del procedimento probatorio» prolungandone la vita oltre quella dei notai e dei testimoni. Inoltre i notai, chiamati a elaborare nuove soluzioni ai problemi che nascevano in una società sempre più votata al commercio, contribuirono a dare vita a originali istituti giuridici rendendoli di fatto protagonisti dello sviluppo economico del tempo.
Se la figura del notaio ebbe un grande successo nei comuni italiani e della Francia meridionale, dove il potere centrale era maggiormente autoritario, non venne concesso di lasciare a privati una tale prerogativa su funzioni pubbliche di così vasta portata e dunque se ne limitarono le funzioni. Ad esempio, le Costituzioni di Melfi di Federico II di Svevia imponevano restrizioni nel numero e nei poteri dei notai, mentre nel 1320 re Edoardo II d'Inghilterra arrivò a proibire del tutto il ruolo del notaio, estromettendolo definitivamente dal sistema di common law.
Nell'Italia comunale vennero istituite corporazioni, o meglio "collegi", a cui appartenevano giudici e avvocati. Le regole per farne parte erano descritte negli statuti cittadini e comprendevano le competenze tecniche necessarie al candidato e i metodi per accertarle da parte delle autorità. Anche il possesso della cittadinanza assunse la fisionomia di un requisito sempre più necessario per entrare in tali associazioni.

### Diritto proprio e diritto comune
L'esperienza giuridica del Medioevo fu, dunque, contraddistinta da una moltitudine di diritti e di fonti non sottoposte ad una gerarchia in senso moderno ma in convivenza tra loro. Da una parte si collocò il cosiddetto diritto proprio (o ius proprium) termine con cui si designa il diritto degli ordinamenti locali (feudi, comuni, corporazioni ecc.), dall'altra il diritto comune (ius commune o utrumque ius) costituito dal diritto romano giustinianeo e dal diritto canonico così come furono rielaborati ed interpretati dalla dottrina e dalla giurisprudenza.

#### Particolarismo giuridico, loius proprium

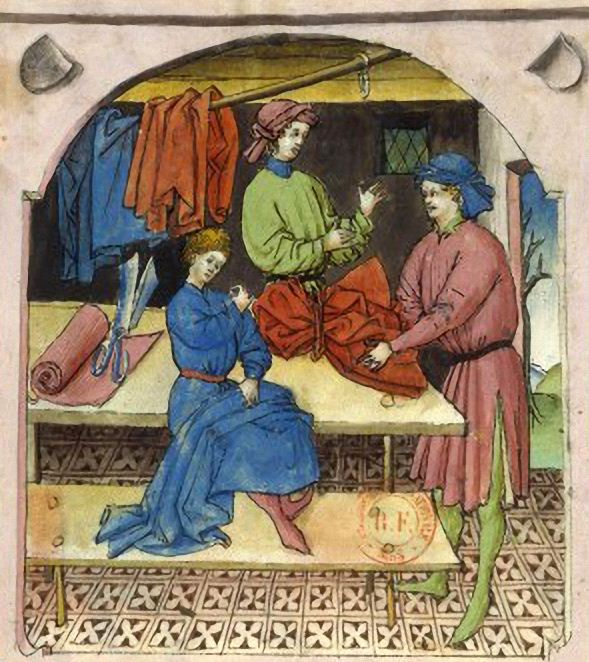
Mercanti di stoffe in una miniatura del XV secolo. Mercanti e notai dettero vita a nuovi istituti giuridici volti a regolare il dinamico mondo commerciale medievale in cui la rigidità del diritto romano non appariva più efficace

Lo ius proprium si contraddistinse a sua volta da un marcato particolarismo, in quanto il Medioevo vide persistere nella società una pluralità di ordinamenti giuridici, tra i quali comuni, corporazioni delle arti e mestieri, istituzioni monarchiche e signorie feudali.
Il sistema politico più tipico del Medioevo fu quello feudale, regolato perlopiù da consuetudini diverse da luogo a luogo. Nel XII secolo, il giudice milanese Oberto Dall'Orto scrisse due lettere in cui illustrava alcuni fondamenti del diritto applicato ai feudi, riempiendo in siffatta maniera una lacuna nella scienza giuridica del tempo, tanto che il suo lavoro iniziò a essere inserito nei libri del Corpus iuris civilis come appendice alle Novellae Constitutiones. Ne derivò un'enorme circolazione che fece diventare le consuetudines feudorum di Dall'Orto il testo base per lo studio del diritto feudale in Europa su cui molti giuristi, tra cui Pillio da Medicina, elaborarono glosse e commentari.
Un caso assai particolare riguardò l'Italia settentrionale dove, tra la fine dell'XI e gli inizi del XII secolo, nacquero i comuni, esperienza che poi si estese, seppur con forme diverse, in gran parte d'Europa. L'origine dei comuni si ebbe quando alcune città diedero il via alla pratica di eleggere autonomamente i propri consoli, con mandato temporaneo, conferendo loro alcuni poteri che erano prima in carico a conti o vescovi. Dopo alcune lotte, nel 1183 con la pace di Costanza, l'imperatore Federico Barbarossa concesse ai comuni italiani diverse autonomie, quali la giurisdizione sul loro territorio, la possibilità di battere moneta e di mantenere le proprie consuetudini, ma senza riconoscerne il potere legislativo, mantenendo una, almeno teorica, subordinazione all'Impero. L'emergere di fazioni in perenne lotta tra di loro portò, all'inizio del XIII secolo, all'abbandono del sistema basato sui consoli a favore di un podestà chiamato dall'esterno nella speranza che una maggiore imparzialità facesse cessare i conflitti. Successivamente si arrivò a nominare un capitano del popolo allo scopo di ottenere maggiori garanzie. Nei comuni si viveva divisi nelle corporazioni delle arti e mestieri che riunivano i cittadini a seconda delle loro professioni. Le corporazioni svolgevano anche un'attività legislativa per regolare i propri appartenenti, spesso creando originali profili giuridici. Nel corso del XIV secolo l'ordinamento comunale andò in crisi e venne soppiantato dalle signorie, nelle quali il controllo sulla città non era più in mano a cariche temporanee, ma a un unico potente signore locale, con autorità legislativa estesa fino all'emendamento degli statuti cittadini.

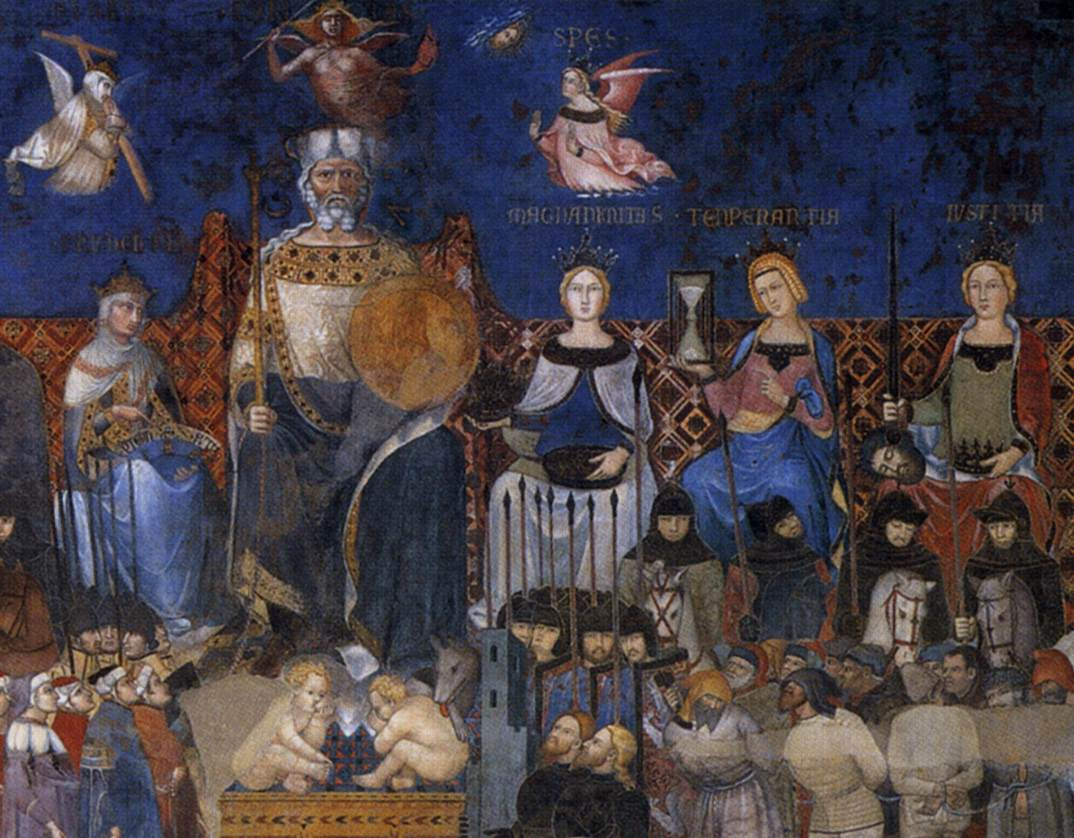
Il Comune di Siena rappresentato come un sovrano assiso sul trono, nell'Allegoria del Buon Governo di Ambrogio Lorenzetti

La dinamica vita economica e commerciale dei comuni dell'Italia originò un nuovo diritto, che in breve divenne protagonista del particolarismo giuridico del tempo: il diritto commerciale. Istituti giuridici particolari e innovativi, come la lettera di cambio, la commenda, l'accomandita, l'assicurazione, il fallimento, la società commerciale, furono il frutto di elaborazioni sviluppate da notai e commercianti per risolvere i problemi che si erano presentati con lo sviluppo dell'attività commerciale e artigianale. Per venire incontro alle esigenze di queste nuove attività, che necessitavano di rimedi semplici e veloci, lontani dagli eccessivi formalismi del diritto romano, vennero definite procedure snellite, basate spesso sul principio di equità. Inizialmente il diritto commerciale rimase circoscritto all'ambiente dei mercanti, ma dalla fine del XIV secolo venne preso in considerazione anche dai giuristi accademici; celebre il primo trattato sistematico sulle assicurazioni, Tractatus de assecurationibus et sponsionibus mercatorum, pubblicato da Pedro de Santarém solamente agli inizi del XVI secolo.
Ulteriore frutto della società basso medievale si rivelò il diritto della navigazione, sviluppato per regolare diverse situazioni pratiche come la disciplina a bordo, i poteri del capitano, il naufragio o l'avaria della nave. Inizialmente consuetudinario, per la sua importanza venne messo per iscritto dalle repubbliche marinare; tra i principali esempi le Tavole amalfitane dell'XI secolo, gli ordinamenta et consuetudo maris di Trani, il Constitutum usus del 1160 emanato dalla Repubblica di Pisa, le disposizioni contenute nei Liber statutorum civitatis Ragusii e il Capitulare nauticum in uso nella Repubblica di Venezia a partire dal 1225. Una prima raccolta generale fu il Consolato del mare, redatto nel 1484, che, diffondendosi attraverso le rotte commerciali, soppiantò molte delle consuetudini locali imponendosi come fonte universale.

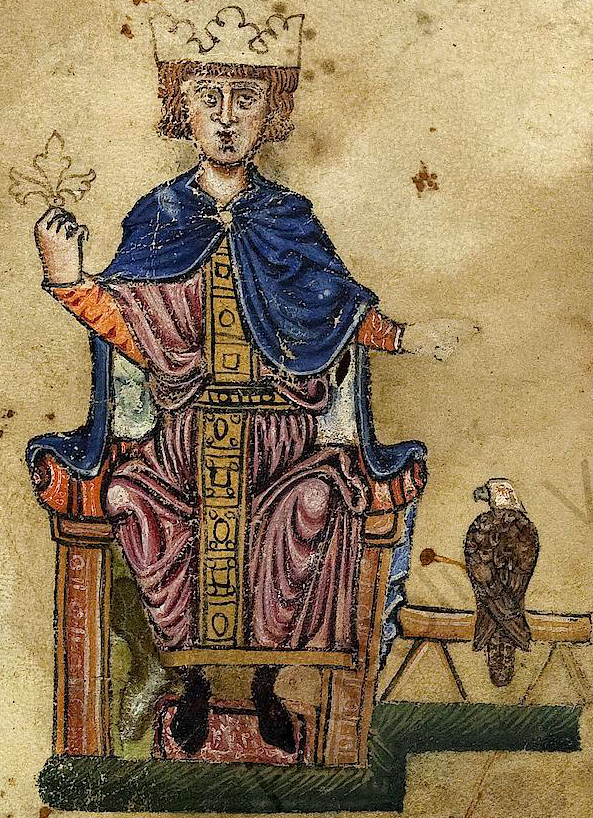
L'imperatore Federico II di Svevia accentrò il potere, un'esperienza giuridica diversa da quella vissuta dai comuni medievali dell'Italia settentrionale

Diversa fu l'esperienza in altre zone d'Europa dove invece iniziò il processo di formazione degli Stati nazionali. In Italia meridionale i Normanni, giunti poco dopo il 1000, importarono il sistema feudale, ma garantendo una forte concentrazione del potere nella figura del sovrano. L'imperatore Federico II di Svevia arrivò ad un potere quasi assoluto sul regno di Sicilia e fu l'artefice delle Costituzioni di Melfi del 1231. Nella penisola iberica, a causa dei diversi regni che la componevano, il panorama giuridico-istituzionale appariva assai variegato; verso la metà del Duecento, re Alfonso X di Castiglia fallì nel tentativo di imporsi come legislatore sui fueros locali. Grazie a Filippo Augusto, nel Regno di Francia la dinastia capetingia andò ad assumere un potere che all'epoca non aveva eguali nell'Europa continentale. Il monarca francese possedeva l'autonoma autorità di emettere ordinanze valide su tutto il regno, mentre la giustizia locale veniva amministrata da siniscalchi e balivi di nomina regia e il parlamento di Parigi funzionava come tribunale di ultima istanza. Dal XIV secolo iniziò a operare la corte dei conti con funzioni di controllo sulle finanze dello Stato. Singolare il caso di alcune vallate della Svizzera in cui le popolazioni decisero di associarsi, con il patto eterno confederale del 1291, in una confederazione per difendersi dalle ingerenze degli Asburgo.
Una delle caratteristiche del particolarismo del diritto medievale si estrinsecava nell'applicazione di diverse normative a seconda del ceto sociale del soggetto; vi erano inoltre specificità per alcune categorie come per le donne, gli ebrei e il clero regolare e secolare. Come ceto, quello degli schiavi apparteneva oramai all'antichità, ma la servitù della gleba appariva frequente, sebbene fosse regolata da forme contrattuali che legavano il contraente, e talvolta gli eredi, a vita. Ma la figura giuridica più frequente fu il colono, un contadino libero che lavorava la terra altrui secondo un preciso contratto agrario, con obblighi e doveri. Di solito il colono riceveva la terra per un periodo di ventinove anni ed era tenuto a versare al proprietario un canone in denaro o in prodotti. Particolare fu il contratto di mezzadria, sviluppatosi in Toscana e poi diffusosi in tutta Europa, il quale prevedeva che la metà dei prodotti di un fondo spettassero al lavoratore e metà al proprietario. Per quanto riguarda i diritti sulle terre comuni (come prati, boschi, corsi d'acqua), per lungo tempo ci si basò su antiche consuetudini; solo a partire dal XII secolo queste iniziarono a essere trascritte negli statuti cittadini.

#### Affermazione del diritto comune

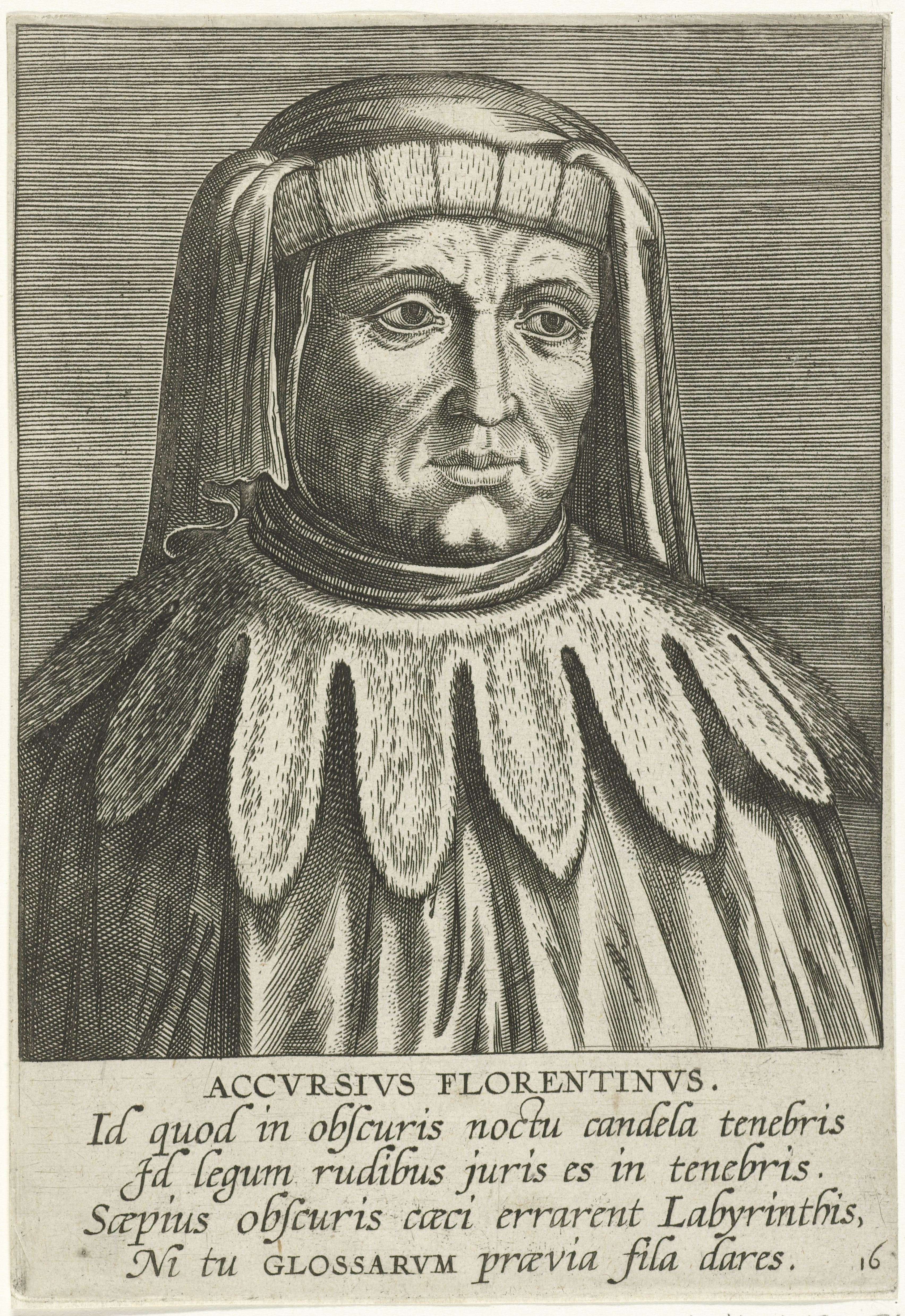
Accursio da Bagnolo, autore della Magna glossa. Il suo lavoro sostituì gli apparati precedenti diventando un indispensabile strumento per studiare il diritto romano e di lettura del corpus iuris

Nel corso del XII secolo, a partire dall'Italia, iniziò a imporsi nella società il diritto comune elaborato dai glossatori e dai professionisti formatisi nelle prime scuole di diritto; esso rappresentò per i contemporanei un vero e proprio «patrimonio dell'intera umanità civilizzata, fondato sulla ragione» grazie al quale era possibile ricavare soluzioni universalmente valide. Tuttavia nessuna autorità civile si era mai interessata a recepirlo in via ufficiale ed esclusiva, così ci si trovò di fatto in una situazione in cui convivevano diversi diritti: ad esempio, nelle materie più complesse come obbligazioni, successioni e contratti si ricorreva agli elaborati istituti del diritto romano, mentre i rapporti famigliari erano ancora regolati dal più semplice diritto longobardo. Il diritto comune si presentava quale quello dotto, sia utilizzato per la formazione culturale dei giuristi, sia come criterio per l'interpretazione e la soluzione di eventuali lacune del diritto locale. Si ricordi inoltre che si trattava di un diritto scritto in un'epoca in cui le consuetudini erano ancora una fonte legislativa ampiamente utilizzata. Per la sua diffusione e sviluppo, il periodo che intercorre tra il 1100 e il 1250, è conosciuto per gli storici come l'età classica del diritto comune.
Dalla metà del XIII secolo al Trecento si può oramai affermare la presenza di un vero e proprio «sistema di diritto comune». Le glosse ai testi giuridici erano oramai diffusissime e rappresentavano un modello irrinunciabile per fare diritto; se nel Sud Italia il giurista Marino da Caramanico glossava il Liber Augustalis del Regno di Sicilia e Sebastiano Napodano faceva lo stesso riguardo alle consuetudini napoletane, nella Repubblica di Venezia il diritto comune regolava incontrastato i rapporti giuridici. In questo periodo la figura professionale del giurista conobbe un'affermazione che probabilmente ebbe uguali solo nell'antica Roma. I più celebri dottori di diritto erano «circondati da un alone di saggezza miticizzata», le loro elaborazioni dottrinali erano considerate una sorta di summa di sapienza e ragionevolezza, i loro servizi erano contesi dalle università e dalle autorità dei liberi comuni.
Nel frattempo il movimento dei glossatori andò in crisi, sia a causa dell'incapacità di offrire contributi originali, sia per l'oramai esagerata stratificazione di glosse marginali, opera di diversi maestri, che finivano per sovrapporsi, rendendo così incomprensibile la lettura dei testi. La soluzione a tali problemi avvenne grazie al giurista Accursio, attivo nella prima metà del XIII secolo a Bologna, che si pose l'obiettivo di formare un apparato in grado di ovviare all'esigenza scientifica di quel tempo: ordinare la miriade di glosse che si erano accumulate in oltre un secolo. Il risultato del suo lavoro, la Magna glossa, ebbe un enorme successo, tanto che per secoli verrà considerato la "glossa ordinaria" sancendo, secondo le parole di Francesco Calasso, una «serrata delle glosse, un punto fermo della elaborazione scientifica, di là dal quale era possibile procedere, ma solo per altra via». La glossa di Accursio segnerà l'apoteosi della scuola bolognese e fonderà le basi per la successiva attività della scuola dei commentatori.

#### Confronto traius propriumeius commune

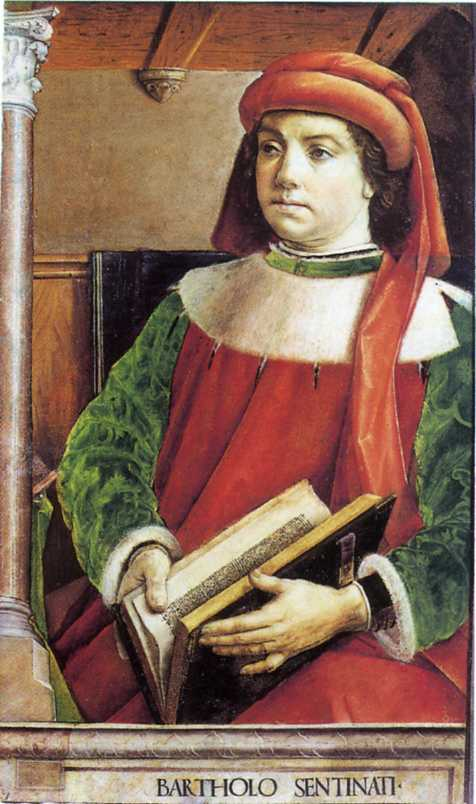
Il celebrato giurista Bartolo da Sassoferrato, esponente della scuola giuridica dei commentatori (o postglossatori)

Con lo ius commune oramai diffuso e praticato dalla maggior parte dei giuristi più dotti, ci si trovò a convivere, anzi, a competere con gli altri diritti territoriali e lo ius proprium, emanati da un'autorità civile sempre più presente. Dove e quando i vari ordinamenti locali acquistarono maggiore autonomia rispetto alla compagine universale dell'Impero, il diritto giustinianeo finì con l'assumere un carattere integrativo e sussidiario, volto a regolare le fattispecie concrete, nei casi in cui il diritto locale, spesso lacunoso e frammentario, non disponesse di adeguate soluzioni. Riguardo ai comuni, solitamente gli statuti prevedevano che le disposizioni ivi contenute venissero applicate letteralmente e che fossero la fonte primaria superiore alla consuetudine e al diritto comune, ma nella pratica, con sempre maggiore frequenza, i giuristi adoperavano tali disposizioni nella «forma che ledesse il meno possibile il patrimonio giuridico comune». I contrasti tra ius commune e ius proprium si tradussero in scontri tra i professionisti del diritto che lamentavano la scarsa qualità della legislazione locale e i legislatori che invece accusavano i primi di «distruggere il diritto del luogo». Il politico Dino Compagni arrivò ad accusare i «maledetti giudici» colpevoli, a suo avviso, di interpretare a loro piacimento le leggi.
Un caso singolare si verificò a Venezia dove, a partire dal Trecento, il diritto comune, che nel secolo precedente aveva vissuto un periodo di splendore, venne messo da parte in quanto considerato dalla nobiltà mercantile troppo legato a Roma e al Sacro Romano Impero. I giudici della Serenissima Repubblica, appartenenti al Supremo Tribunale della Quarantia, faranno d'ora in avanti affidamento, prima alle leggi e alle consuetudini, e successivamente, all'equità e al prudente apprezzamento.
Nella teoria il tema era stato risolto da Accursio nella sua Magna glossa con il principio «né il papa nelle questioni secolari, né l'imperatore nelle questioni spirituali» (Ergo apparet quod nec Papa in temporalibus, nec Imperator in spiritualibus se debeant immiscere), ovvero che le questioni secolari e temporali dovevano essere regolate dal diritto laico, quelle spirituali dal diritto canonico. Un principio che si rifaceva alla teoria di papa Gelasio I sulle due sfere di competenza. In questo modo il diritto canonico assunse il ruolo di diritto universale "speciale", incaricato di disciplinare la situazione giuridica dei fedeli all'interno del corpo sociale della Chiesa, organizzando la gerarchia degli organi interni alla stessa e regolandone l'attività. Tuttavia l'apparentemente chiaro confine tra il diritto canonico e quello civile si rivelava, nella pratica, molto più sfumato, soprattutto per quanto concerneva il tema dei reati. Non pochi furono i giuristi, come Cino da Pistoia, che accusarono i canonisti di un'eccessiva dilatazione della loro giurisdizione, sottolineando che alla Chiesa spettava solo il giudizio sui crimini direttamente attinenti alla religione, come l'eresia, e non tutti gli altri sulla sola base che fossero la conseguenza di un peccato.

### L'amministrazione della giustizia

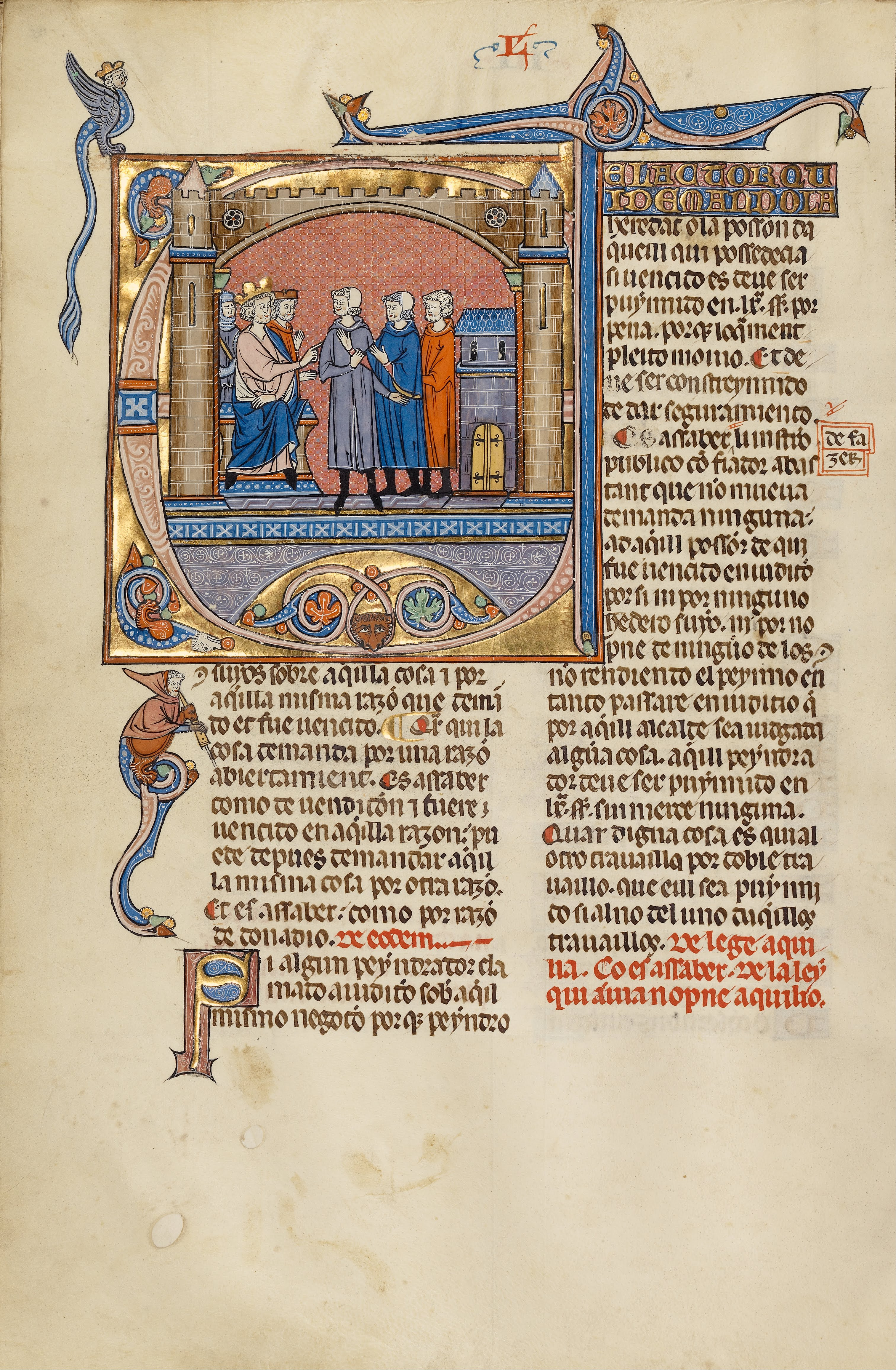
Miniatura del 1290-1310 con raffigurati tre uomini a processo

Agli inizi del Basso Medioevo, ovvero fino alla fine dell'XI secolo, l'amministrazione della giustizia soffriva ancora di incertezze procedurali, mancanza di istituzioni adeguate e persistenza delle antiche consuetudini, come l'ordalia e il duello giudiziario. In un tale contesto di difficoltà è chiaro che i giuristi nutrissero un sostanziale interesse verso le problematiche inerenti al procedimento giudiziario. Nonostante gli sforzi di glossatori e studiosi, la riscoperta del diritto processuale romano avvenne con difficoltà e lentezza; agli inizi del XII secolo i placiti con la partecipazione dell'autorità pubblica erano ancora molto rari, mentre era ben più facile incorrere in una giustizia arbitraria, amministrata da corti presiedute da vescovi e consoli. Tuttavia, a partire dagli anni 1240, questi ultimi iniziarono a essere affiancati da giuristi dotti (sapientes) che fornivano un loro parere (consilium) non vincolante, ma tenuto in debita considerazione; dieci anni prima, a Venezia, già erano stati esclusi gli ecclesiastici dal processo, mentre nella Repubblica di Pisa iniziavano a essere predisposte leggi complesse che regolavano i procedimenti nei quali le testimonianze avevano maggior peso del duello giudiziario. Altrove, comunque, persistevano ancora i processi tenuti sulla base del diritto longobardo-franco.
Sostanziali diversità si riscontravano tra le corti di diritto canonico e quelle laiche. Nelle prime, il processo romano canonistico si diffuse più velocemente, aiutato dal vasto e uniforme apparato ecclesiastico europeo. A cavallo tra XI e XII secolo, il processo canonico si trasformò da pubblico e svolto in forma orale a scritto, fondato su prove documentali e testimoniali, e con la partecipazione di giuristi dotti formatisi nelle università. Nonostante ciò, ci volle parecchio tempo perché l'ordalia venisse abbandonata: se il canonico Stefano di Tournai alla fine del XII secolo le ammetteva solo per l'imputato che si dichiarasse innocente nel caso di un crimine manifesto, il suo contemporaneo Uguccione da Pisa si dichiarava contrario. Si dovrà aspettare il 1215 perché il concilio Lateranense IV proibisse definitivamente la partecipazione del clero alle ordalie e ai duelli giudiziari. Soltanto la tortura come mezzo di prova, ben presente nel diritto romano, non fu abbandonata, persistendo fino all'età moderna, nonostante alcune voci contrarie che, tuttavia, riuscirono solo a imporne l'applicazione esclusivamente in mancanza di altri elementi di prova e senza che il ricorso a questa pratica lasciasse segni permanenti sul corpo dell'indagato.

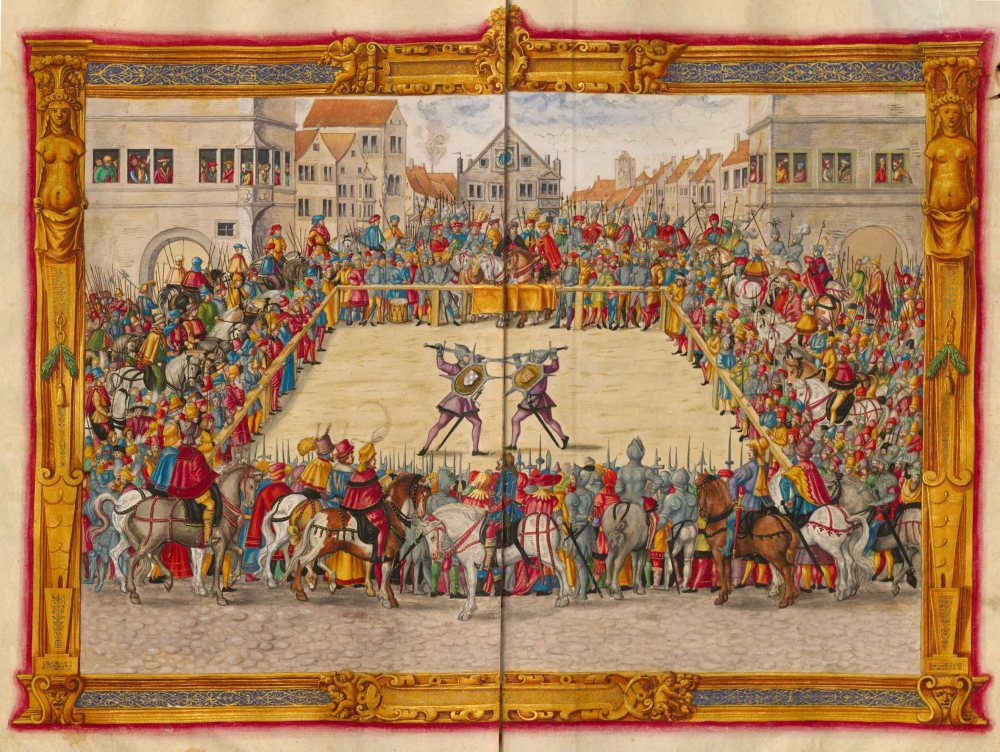
Un combattimento giudiziario del 1409 ad Augusta

Invece, il duello giudiziario persistette per molto tempo nelle corti laiche, arrivando in certi casi fino al Quattrocento. Tuttavia, la sempre maggior diffusione della figura del notaio, portò alla prevalenza del processo in forma scritta amministrato da giudici esperti. Nel comune medievale, infatti, era prassi che i podestà affidassero la giustizia a giudici formatisi nelle oramai diffuse università italiane e francesi. Nel Trecento, nelle città più avanzate, la tecnica processuale si mostrava alquanto raffinata, tanto che comparvero le prime perizie mediche a sostegno del dibattimento, mentre i notai trascrivevano accuratamente tutte le fasi.
Nonostante gli sforzi dei giuristi in senso contrario, il raffinamento del procedimento processuale ne aumentò anche la durata, rendendolo spesso inadeguato per le esigenze del ceto mercantile che abbisognava di soluzioni veloci, lontane da rigidi formalismi tipici del processo comune. Pertanto nacquero soluzioni parallele come tribunali propri di alcune arti e corporazioni dove si escogitarono procedure per l'accertamento dei debiti e per la soddisfazione equa dei crediti in caso di fallimento, sia di privati sia di società. A Venezia, a partire dal XIII secolo, si abbandonarono progressivamente i tribunali di diritto comune a favore del più flessibile Supremo Tribunale della Quarantia, un'assemblea di giudici non dotti che, secondo Mario Ascheri, «risolvevano i casi con un occhio alla legge scritta e un altro alla saggezza consuetudinaria». Il tribunale della Rota Romana, istituito nel 1331, è un altro tribunale particolare del tempo, l'unico medievale che sopravvive ancora al 2021, e che in modo inedito arrivò a crearsi una propria giurisprudenza, cosa inaudita per il tempo.

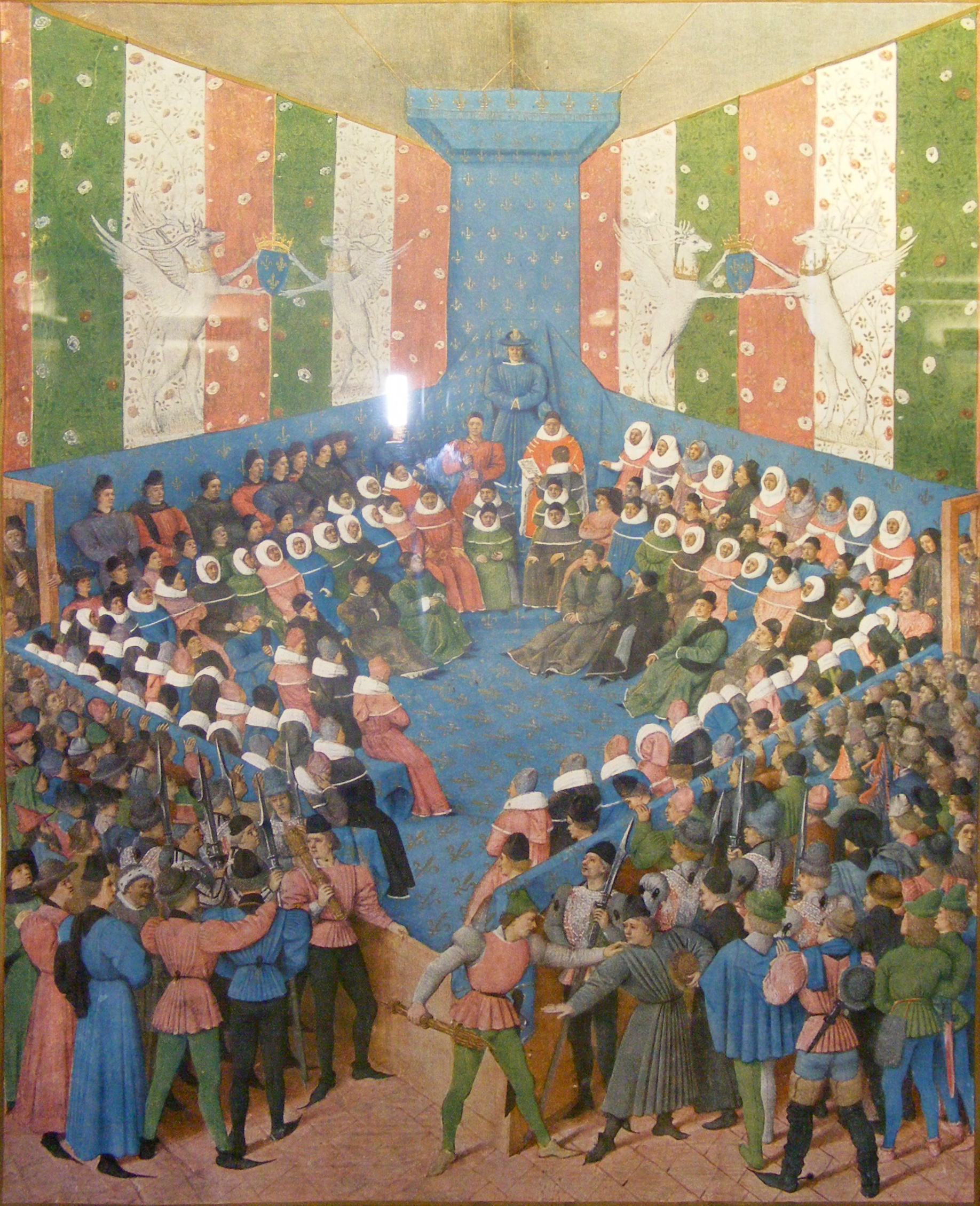
Corte di giustizia del 1409 presieduta da re Carlo VI di Francia

Riguardo all'esecuzione della pena, il patibolo e la mutilazione fisica erano le punizioni più comuni, in quanto si riteneva che fossero validi deterrenti. Tuttavia quantità di denaro, talvolta ingenti, potevano spesso evitare anche le condanne più gravi, mentre i perdoni erano molto frequenti. Solamente in città si poteva ricorrere alla carcerazione, perché vi erano le strutture adatte e la possibilità di pagare i custodi, anche se il sostentamento dei prigionieri era demandato alla pietà delle istituzioni caritatevoli. Anche la messa al bando era una pena frequente con la quale il condannato veniva legalmente esposto ad atti di rappresaglia e dunque costretto a fuggire per trovare riparo altrove. Le frequenti faide tra famiglie consigliarono, sia nel processo penale sia in quello civile, di ricorrere alla stipula di tregue giurate e a pacificazioni giuridicamente vincolanti. La mancanza di strutture e di forze di polizia in campagna fece sì che si arrivasse a considerare tutta una comunità solidalmente e oggettivamente responsabile dei fatti commessi da un ignoto in modo da favorire la delazione. Un sindacus era obbligato a denunciare alle autorità cittadine i reati più gravi accaduti nel proprio circondario rurale, creando così un terreno favorevole a gravi ingiustizie.
In un mondo che prima di allora aveva conosciuto solo il sistema accusatorio, si deve fare una menzione a parte riguardo alla nascita, all'inizio del Duecento, del sistema inquisitorio. Esso prevedeva un processo penale di confronto tra accusa e difesa in cui il giudice era solo un terzo che presiedeva la contesa. In occasione della repressione dei Catari venne introdotta l'inquisizione, un sistema in cui l'autorità godeva della possibilità di procedere contro il sospettato a prescindere dalla presenza di un'accusa formale da parte del danneggiato.

### Diritto nell'Inghilterra medievale
Nel 1066 i Normanni, guidati da Guglielmo I conquistarono l'Inghilterra ai danni degli Anglosassoni. I nuovi padroni dell'isola importarono il diritto normanno, senza tuttavia cancellare del tutto quello già esistente; i due, entrambi di tipo consuetudinario e distanti dal diritto romano, si fusero insieme e dettero origine a un nuovo diritto oggi conosciuto come common law, che nei secoli successivi influenzerà una buona parte dei sistemi giuridici del mondo. Pur avendo basi e principi diversi dal diritto continentale, detto di civil law, i due sistemi non mancheranno di interagire e influenzarsi a vicenda fino a oggi.

#### Il sistema diCommon law

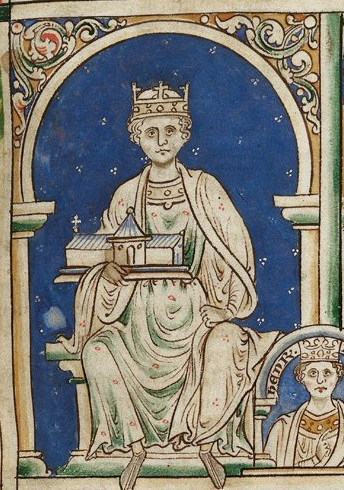
Miniatura raffigurante re Enrico II d'Inghilterra. Durante il regno di Enrico si assistette a un grande sviluppo del common law e del sistema dei writ grazie anche all'intervento del sovrano stesso

Agli esordi, il common law dei primi conquistatori normanni si basava soprattutto sul rapporto di vassallaggio tra il sovrano, proprietario di tutte le terre, e i suoi sudditi, ai quali, in cambio della loro fedeltà, erano concessi i fondi, la tutela e la sicurezza. Fondamentale si rivelò la compilazione, ordinata da Guglielmo I, del Domesday Book nel 1086 circa, con il quale vennero censite tutte le terre del Regno d'Inghilterra. La giustizia era amministrata in nome del re dagli sceriffi locali, nominati dallo stesso sovrano e sempre revocabili, ma nei casi in cui la controversia non veniva affrontata localmente o l'attore non ritenesse di aver avuto giustizia, questi poteva appellarsi a Londra alla curia regis, la corte del re. La costante crescita delle cause portate davanti alla curia regis dette vita a corti itineranti di giudici regi, che si recavano nelle varie contee ad amministrare la giustizia senza che le parti dovessero recarsi nella capitale. La predominanza delle corti reali sulle corti locali di contea, dimostra una tendenza accentratrice verso la figura del re nel common law, al contrario dell'inclinazione centrifuga del sistema adottato nel feudalesimo continentale. Un'altra differenza con il civil law continentale si palesò nella rigida distinzione tra la giurisdizione regia e quella ecclesiastica, cosa che portò ai ben noti scontri tra Guglielmo e l'arcivescovo di Canterbury Anselmo d'Aosta.
Il regno di Enrico II d'Inghilterra, sul trono dal 1154 sino al 1189, vide un grande sviluppo del diritto anche grazie al suo intervento personale. In primo luogo, si ebbe il rafforzamento del sistema dei writ, delle "azioni" che un litigante poteva ottenere dalla cancelleria reale nel caso non avesse avuto giustizia presso la corte del suo signore o dalla corte di contea amministrate dallo sceriffo. Il writ, rilasciato dietro pagamento, conteneva il rimedio alla contesa e la procedura che si doveva seguire. Questo sistema contribuì sia ad accentrare sempre di più il potere nella corte regia e, quindi, nel re, ma anche ad affermare il ruolo dei giudici che rilasciavano i writ, i quali, in breve tempo, dettero forma a una serie di decisioni che dalla fine del XII secolo alla metà di quello successivo arrivarono a costituire un complesso sistema giuridico. Con grande verosimiglianza, il precoce e rapido sviluppo dei writ fece in modo che in Inghilterra non arrivassero le influenze del diritto romano che si stava riscoprendo nelle università europee in quegli stessi anni, plasmando così l'ordinamento di common law basato sul ruolo eminente dei giudici e della loro creatività di decisioni e sentenze su casi specifici, che andarono a cristallizzarsi in un complesso sistema di regole e principi. Il diritto di common law si sviluppò, quindi, come diritto giurisprudenziale di pratica, con un ruolo marginale della dottrina, dove non vi era distinzione tra pubblico e privato.

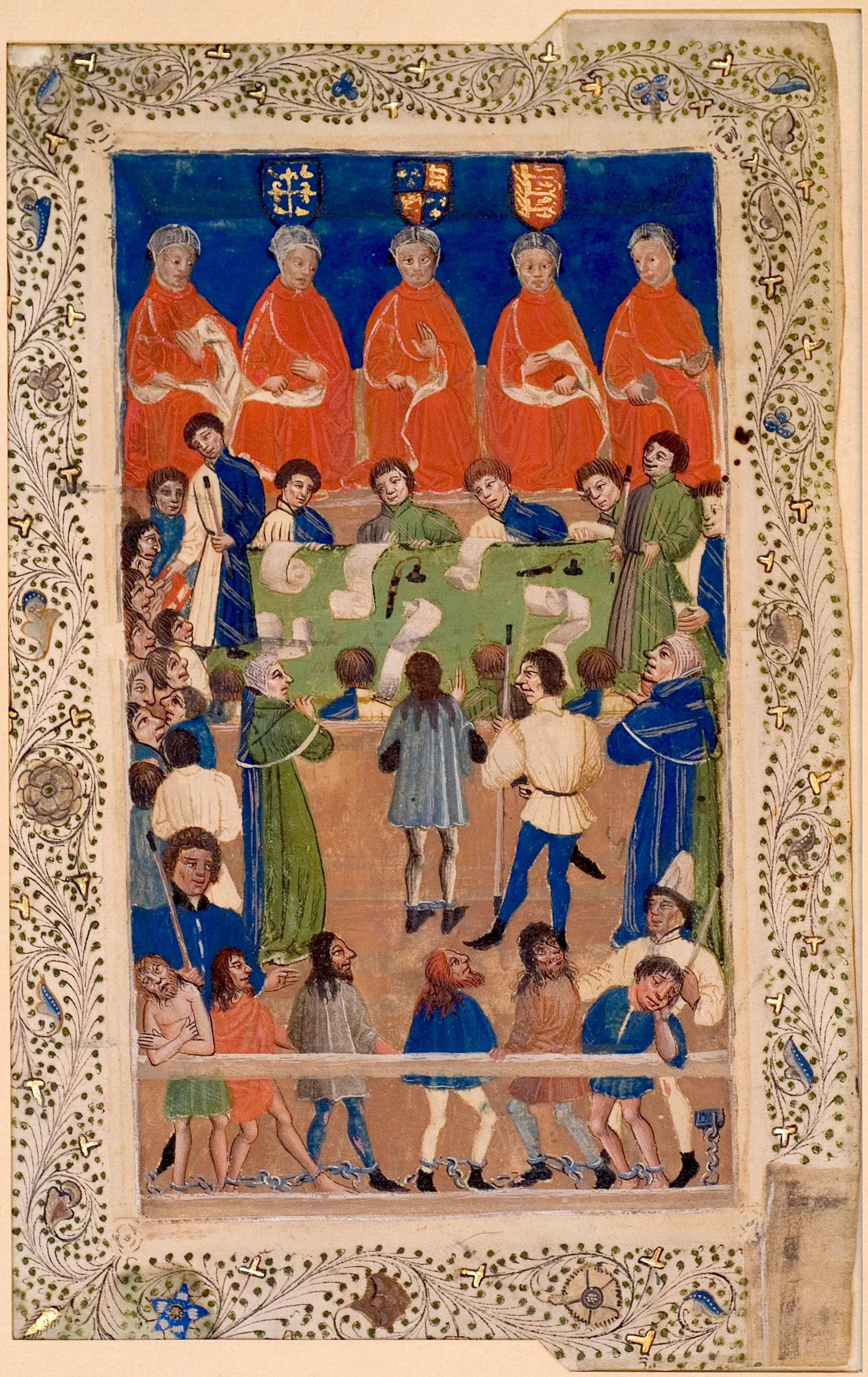
La Court of King's Bench al lavoro, manoscritto miniato del 1460 circa

Con Enrico II si fecero anche «immensi passi avanti nella storia del diritto penale». Innanzitutto, ricorrendo a una finzione giuridica si cominciò a ritenere che ogni atto criminale fosse considerato come una «rottura della pace del re» e che di conseguenza fosse perseguibile davanti alla corte del re stesso. Ciò darà origine, verso la metà del XIII secolo, al writ of trespass, una delle azioni più importanti dell'epoca; concesso inizialmente a chi avesse subito un abuso, presto i giudici lo utilizzarono per tutelare dai danni causati da numerose tipologie di illecito.
La costante crescita delle controversie presentate alla curia regis portò, durante il regno di Enrico II, alla sua ramificazione in tre corti con differenti compiti e prerogative: la Court of Common Pleas era chiamata a giudicare i casi tra privati che non riguardavano il re; la Court of Exchequer aveva giurisdizione su questioni fiscali, amministrative e finanziarie; la Court of King's Bench trattava i casi criminali, civili e feudali più rilevanti, spesso alla presenza del re. Inoltre, la Court of Exchequer (o corte del Cancelliere) iniziò ad occuparsi sempre di più di questioni di equity, un insieme di principi giuridici basati sul diritto naturale. Tale divisione in tre corti rimase invariata fino al Judicature Act del 1873 con il quale il Parlamento del Regno Unito riorganizzò il sistema giudiziale.
Lo sviluppo del sistema del common law è noto grazie soprattutto al lascito di due importanti giuristi inglesi dell'epoca: Ranulf de Glanvill, gran giustiziere del regno, scrisse o supervisionò intorno al 1187 il Tractatus de legibus et consuetudinibus regni Angliae, un trattato pratico sulle forme di procedura della curia regis e sulla formazione dei primi writ che ben dimostra «i grandi passi compiuti nell'organizzazione di un sistema di diritto centralizzato nel corso del regno di Enrico II»; Henry de Bracton, cui si attribuisce il De legibus et consuetudinibus Angliae, redatto intorno al 1250, in cui si descrivono le fondamenta e i principi del common law oramai maturo, derivandoli da un complesso di circa 500 decisioni giuridiche del tempo.

#### Professionisti e giurati
La complessità del sistema giuridico che si stava formando e la necessità di seguire le cause presso le corti regie di Londra, rese necessaria la nascita di diverse professionalità. In primo luogo gli attorneys, successivamente conosciuti come sollecitor, rappresentavano nel procedimento la parte attore, mentre la difesa del convenuto era affidata ai naratores (più avanti conosciuti anche come serjeants, almeno per una parte di loro) a cui era demandato anche il compito di illustrare la fattispecie all'inizio del dibattimento. Quest'ultimo avveniva in francese giuridico ma il verbale veniva trascritto in lingua latina nei plea rolls. Una volta che i fatti venivano verbalizzati, la loro esposizione non risultava più modificabile, a differenza di quanto avveniva durante il dibattimento. All'azione dell'attore, la parte convenuta aveva diverse possibilità: negare il fatto, negarne una parte, confermarlo ma aggiungendo particolari che ne modificavano il significato, confermarlo ma argomentare la sua conformità al diritto. Nell'ultimo caso, il giudice era chiamato a dirimere la questione, ma nei primi tre era demandato soprattutto alla giuria il compito di decidere tra le due versioni.
Nonostante vi siano alcuni esempi della metà del XII secolo di insegnamento del diritto romano all'università di Oxford da parte del giurista Vacario, nel sistema di common law la formazione giuridica fu molto diversa da quella adottata sul continente. Nel Regno d'Inghilterra, infatti, sollecitor e serjeants non si formavano presso le università ma con l'esperienza accumulata nella frequentazione delle corti centrali, seguiti da lettori particolarmente esperti. Nel loro percorso di formazione, i praticanti svolgevano simulazioni dei processi in cui si addestravano al dibattimento e partecipavano ai giudizi prendendo appunti. Una volta che i narratores terminavano la propria formazione, entravano a far parte di una delle Inn of court, quattro delle quali, Lincoln's Inn, Gray's Inn, Inner Temple e Middle Temple, continuano a sopravvivere. Il sovrano, poi, sceglieva tra i serjeants quelli che avrebbero svolto le funzioni di giudice delle corti centrali.
Fin dal principio la giuria popolare rivestì un ruolo di protagonista nel sistema di common law. A partire dal XII secolo, per difendersi in una controversia immobiliare, al convenuto era data la facoltà di ricorrere, al posto delle tradizionali prove ordaliche, alla "grande assise", composta da dodici cavalieri, che giudicassero il suo caso. Nell'era di Enrico II d'Inghilterra i giudici potevano concedere un writ mediante il quale uno sceriffo era tenuto a convocare dodici uomini del luogo affinché attestassero la legittimità di uno spoglio fondiario, nel caso di ricorso. Sempre con re Enrico venne concesso all'accusato di un delitto di potersi difendere con la testimonianza di dodici vicini invece che con il duello giudiziario; tale scelta divenne quella abituale dopo che con il Concilio Lateranense IV si vietò il duello. Ad ogni modo, per la sentenza non era necessaria l'unanimità dei giurati, in quanto la decisione finale spettava al giudice.

#### LaMagna Carta

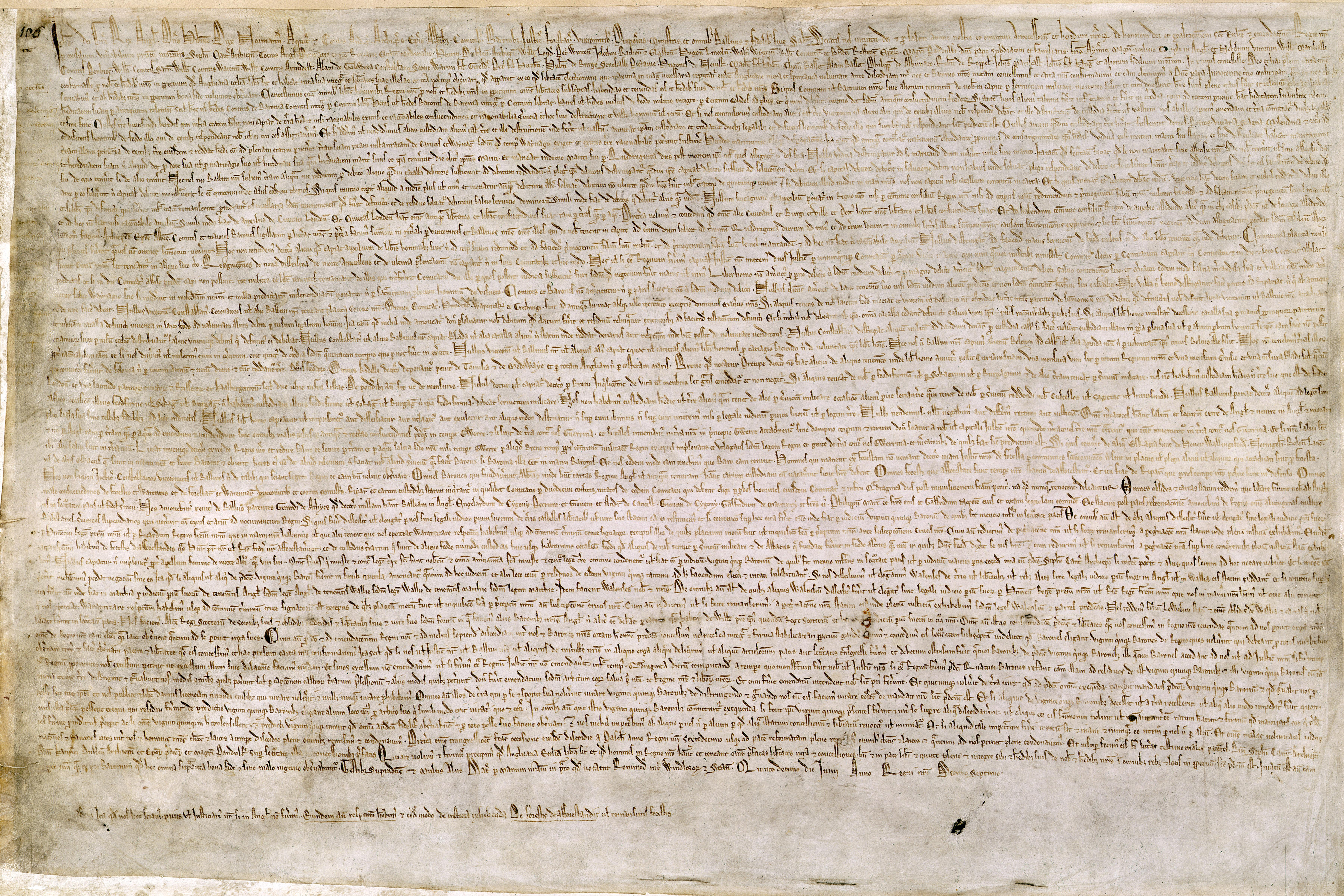
Una delle sole quattro copie conformi della Magna Carta del testo del 1215 sopravvissute

Approfittando di una crisi nel potere regio, nel 1215 i baroni inglesi riuscirono a costringere l'impopolare re Giovanni d'Inghilterra (detto "Senzaterra") a rilasciare un documento, conosciuto come Magna Carta Libertatum (dal latino medievale, "Grande Carta delle libertà"), in cui venivano concessi una serie di poteri e diritti. La Magna Carta sarà promulgata più volte dai vari sovrani che sedettero sul trono d'Inghilterra, talvolta con modifiche, fino alla redazione definitiva del 1225. Tra le diverse concessioni previste, si fa menzione della libertà della Chiesa inglese, della città di Londra, si riconobbero alcuni poteri, anche giudiziari, dei signori sugli abitanti dei loro territori. Inoltre, si stabilì che nessun uomo libero potesse essere imprigionato, esiliato o privato dei suoi possedimenti, senza che vi fosse un regolare giudizio da parte dei suoi pari.
La Magna Carta non rappresentò certamente una novità, in quanto non si trattò dell'unico documento di questo tipo redatto in Europa in quell'epoca ma, a differenza di molti altri simili concessi nel continente, questa si mantenne viva e costantemente citata nei secoli successivi, tanto che il grande giurista dell'età elisabettiana Edward Coke la qualificò come «la fonte di tutte le leggi fondamentali del Regno».

## Passaggio all'età moderna
Nel campo del diritto il passaggio da Medioevo a età moderna si rivelò meno significativo rispetto a quello che avvenne per la politica, l'economia, l'arte, la cultura e la religione. Infatti, sotto molti aspetti, fino alla fine del XVIII secolo, ovvero all'avvento dell'illuminismo e delle codificazioni, alcuni tratti caratteristici dell'esperienza giuridica medievale, quali il binomio tra diritto comune e diritto proprio, si mantennero sostanzialmente intatti. Tuttavia è anche vero che l'emersione dell'assolutismo monarchico modificò profondamente le prerogative del potere pubblico allora esistenti, comportando innegabili ricadute anche nel settore giuridico. L'affermazione del potere del monarca, la centralizzazione della giustizia, la delega di poteri giuridici a funzionari alle dirette dipendenze della corona, furono tutti elementi caratteristici della nuova era che portarono ad un affievolimento delle autonomie territoriali e delle antiche consuetudini, elementi su cui si poggiava il diritto del Medioevo. Se fino al XIV secolo i protagonisti del mondo giuridico erano stati glossatori e commentatori, nel diritto dell'età moderna si assisterà al successo del potere pubblico statale nel rivendicare tale ruolo.